# Префектура Тайвань
Династія Цін правила на острові Тайвань з 1683 по 1895 рік. Імператор Іньчжень з Династії Цін направив флот та армію на чолі з генералом Ши Лангом, які розгромили лояльне Династії Мін Королівство Туннін у 1683 році. У квітні 1684 року Тайвань був офіційно анексований.
Тайвань був перетворений на префектуру провінції Фуцзянь до створення провінції Тайвань у 1887 році. Династія Цін розширювала свій контроль над Тайванем на західне узбережжя, західні рівнини та північно-східну частину острова протягом XVIII-го та XIX-го століть. Цінський уряд не проводив активної колонізаційної політики та обмежував міграцію китайців на Тайвань протягом більшої частини свого правління через страх повстання та конфлікту з корінними народами Тайваню. Китайським мігрантам було заборонено поселятися на землях корінного населення. Незважаючи на цінські обмеження, поселенці продовжували проникати на Тайвань і займати території корінних народів, що призвело до їх проникнення на західні рівнини та північно-східний Тайвань. Відсутність фінансового забезпечення колоніальної адміністрації призвело до частих повстань китайських поселенців на Тайвані. До кінця правління династії Цін у 1895 році етнічне населення китаців на Тайвані зросло більш ніж на два мільйони, а за деякими оцінками, на понад три мільйони, що зробило їх більшістю населення на острові.
У квітні 1895 року Тайвань був переданий Японській імперії за договором Сімоносекі після поразки династії Цін у японсько-цінській війні.

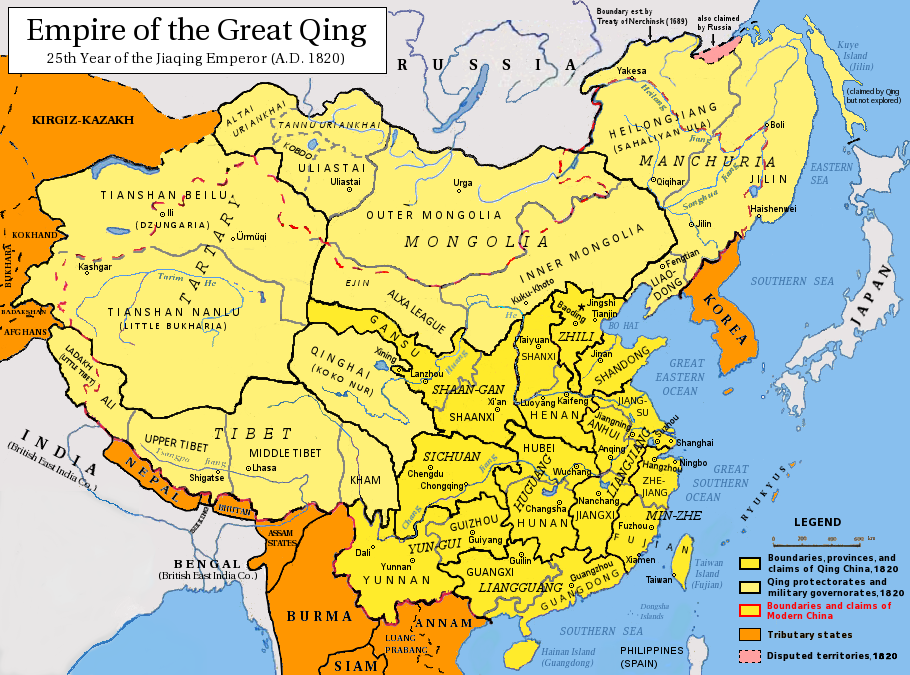
Імперія Цін у 1820 році: жовтим позначенні провінції;світло-жовти — генерал-губернаторства та протекторатипомаранчевим — залежні території від Династії Цін.

## Історія

### Анексія Тайваня

Адміністративні одиниці Тайваню за династії Цін у 1685 році

Після розгрому Королівства Туннінг у битві при Пенху в 1683 році 13-річний правитель Чжен Кешуан визнав владу династії Цін.  Імператор Сюаньє відсвяткував поразку лоялістського режиму Мін на Тайвані, який десятиліттями непокоїв цінів. Він склав два вірші на честь перемоги.  Адмірал Ши Ланг, який очолював війська цінів проти чженів у морській битві, 7 жовтня 1683 року був нагороджений спадковим титулом «Володар морського спокою». 
Ши Ланг залишався на Тайвані 98 днів, перш ніж повернутися до Фуцзяня 29 грудня 1683 року. Його перебування на Тайвані змусило відчути, що анексія Тайваню є більш важливою, ніж очікувалося, через економічний потенціал острова. На засіданні у Фуцзяні для визначення майбутнього Тайваню деякі сановники центрального уряду виступали за перевезення всіх жителів Тайваню на материк і залишення острова.  До 1683 року Тайвань китайці називали «Острів собак», «Острів жінок». Тайвань офіційно розглядався Сюаньє як «бруд за межами цивілізації» і не позначався на жодній карті імперських володінь до 1683 року.  Головною метою цінів була поразка повстанців, чого вони і дсягли. Один із сановників стверджував, що захистити Тайвань неможливо, його охорона тільки збільшить витрати. 
Ши, однак, категорично виступав проти покинення Тайваню. Яо Цишен також рішуче виступав за анексію Тайваню. 7 жовтня 1683 року Яо заявив, що хоча Тайвань не був частиною Китаю, чжени сіяли хаос на материку протягом 20 років після відвоювання острову у голландців, і якщо Тайвань буде полишено, то він знову буде окупований повстанцями, які загрожуватимуть китайському узбережжю. Ши також заявляв, що відмова від Тайваню фактично передасть його злочинцям, авантюристам та голландцям. Він запевнив, що оборона Тайваню не коштуватиме надмірних витрат і потребуватиме лише 10 000 чоловік, тоді як війська гарнізону на узбережжі Південного Китаю можуть бути скорочені. Ши переконав усіх присутніх на Фуцзяньському засіданні, за винятком спеціального комісара з Пекіна Субая, що анексія Тайваню відповідає їхнім інтересам. 7 лютого 1684 року Ши надіслав лист імператору з аргументами щодо збереження Тайваню, включаючи опис економіки Тайваню, вартість переселення жителів Тайваню та карту острова.  До правління династії Цін Китай уявлявся землею, обмеженою горами, річками та морями. Ідея острова як частини Китаю була незбагненною до спроб розширення держави Цін у XVII столітті. 
Я особисто подорожував Тайванем і на власні очі бачив родючість його земель і велику кількість природних ресурсів. Можна вирощувати як шовковицю, так і польові культури; в морі водиться різноманітна риба; гори зарослі густими лісами з високих дерев і густого бамбука; є сірка, цукрова тростина, оленячі шкури та все, що потрібно для щоденного життя. Нічого не бракує.... Це справді щедро родючий шматок землі та стратегічна територія.— Ши Ланг

6 березня 1684 року Сюаньє прийняв пропозицію Ши створити постійні військові гарнізони на Пенху і на Тайвані. Остаточна рекомендація щодо анексії Тайваню була представлена 27 травня. Ши був прийнятий Сюаньє, який дозволив заснувати префектуру Тайвань провінції Фуцзянь, що складалась з трьох повітів: Тайвань, Чжулуо та Феншань. Ян Венькуй був призначений головнокомандувачем Тайваню.  

#### Опис Тайваню Лінь Цяньгуаном

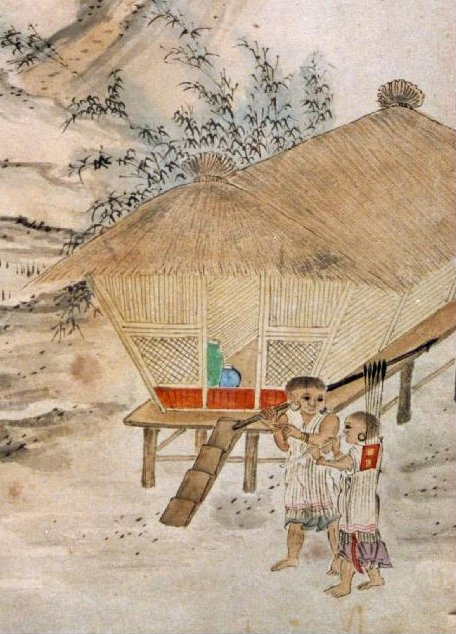
Будинок аборигенів, ілюстрації сіл аборигенів Тайваню, 1745 р.

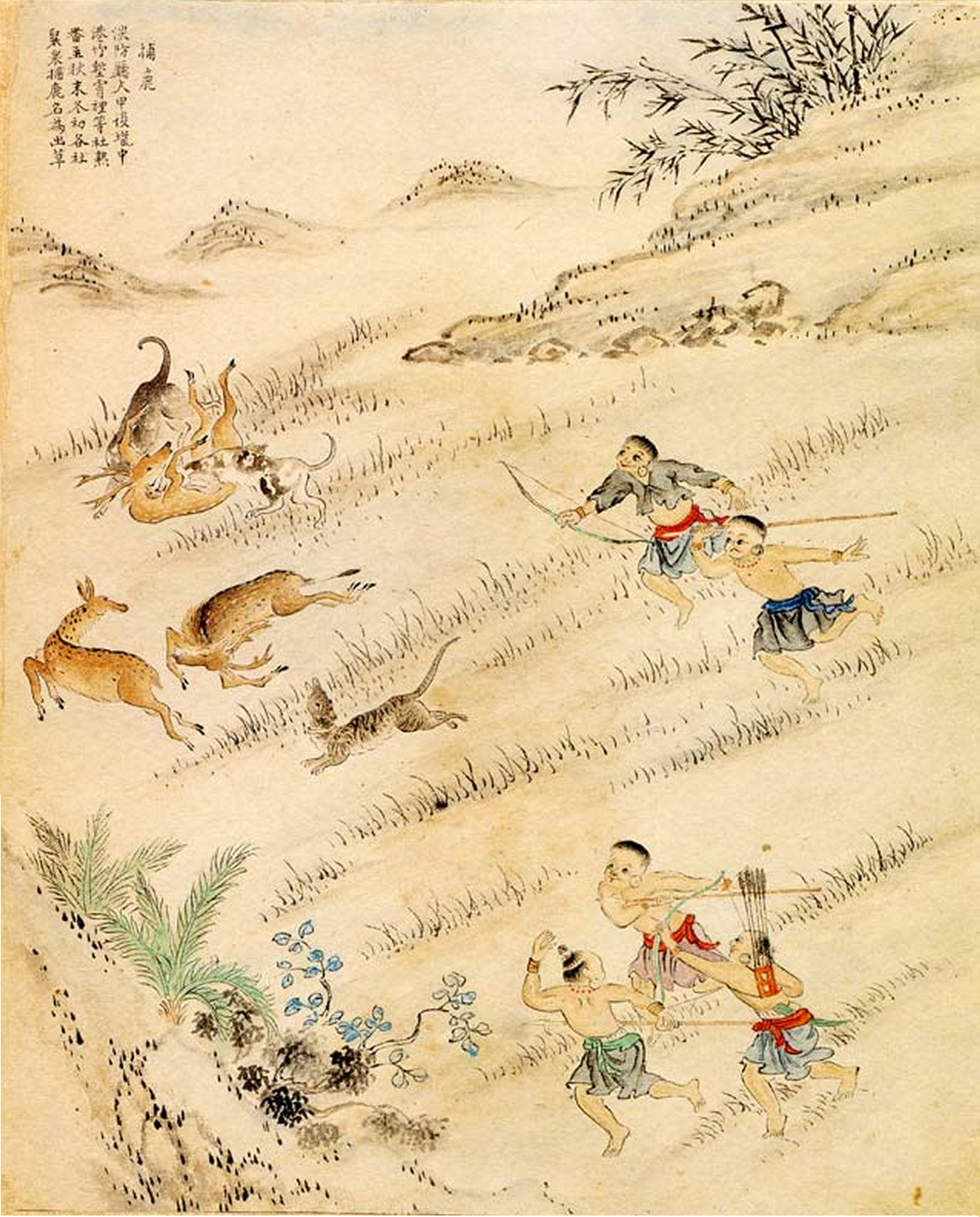
Корінні жителі Тайваню полюють на оленів, 1746 рік

Лінь Цяньгуан був з округу Чанле провінції Фуцзянь. Він обіймав посаду в префектурі Тайвань з 1687 по 1691 рік, але проживав на Тайвані і до того, адже написавпро це звіт в 1685 році 
За словами Ліня, Тайвань був місцем розбійників. Більшість людей поблизу столиці префектури були жителями Чанчжоу та Цюаньчжоу, а за її межами були переважно варвари, яких він описав як упертих дурних людей без прізвищ чи жертвоприношень предків. Вони не мали календаря і не знали свого віку. Чоловіки та жінки не носили взуття, а своє тіло покривали сорочкою та тканиною для нижньої частини тіла. Жінки огортали гомілки синьою тканиною, а у волоссі носили квіти або трави. Чоловіки з 14-15 років носили ротанговий пояс. Вони використовували свіжу траву, щоб забарвити зуби в чорний колір. Жителі острова проколювали собі вуха і робили татуювання на тілі. Деякі татуювання робили західним (голландським) письмом. На руках носили металеві браслети, іноді до десяти штук, прикрашали плечі пташиними крилами, вішали на шиї черепашки. 
З місцевих чиновників мали вождя і 6-7 його заступників у великому селі, в малому — 3-4. Вони проживали роздільно в одному домі, де обговорювалися справи. Молодь ночувала надворі. Деякі вміли писати західні ієрогліфи (голландські). Їх називали цзяоце і вели вони бухгалтерію. 
Популярністю користувалися дівчата, оскільки після одруження хлопець залишав сім'ю. Лінь описав ритуали залицяння. При одруженні для односельчан влаштовували застілля. Приготуваннями займалася дружина. Було звичайним явищем мати кілька статевих партнерів навіть у шлюбі, і не було соромно займатися статевим актом серед дітей. 
Вони не мали ліків, але, коли хворіли, купалися в річці, вважаючи, що вона їх зцілить. У воді купалися навіть узимку. Після смерті вони обвішували двері і розділяли речі покійника між тими хто вижив. Деякі речі залишали з тілом, яке на три дні клали під ліжко. Потім його витягали, заливали в горло спирт і хоронили без труни. Якщо родина переїхала, тіло ексгумували та переховували біля будинку. 
Будинки місцевих були заввишки кілька метрів без перегородок. Вони мали форму довгих і вузьких будівель. Балки і стовпи були пофарбовані в різні кольори. Жителі будинку тримали підлогу в чистоті. За будинком вони саджали кокосові пальми та бамбук у густих гаях, щоб ховатися від спеки. Жителі не мали постільної білизни і тому спали в одязі. Кухні не було, окрім каструлі з триніжною підставкою на землі. Вони їли кашку сидячи навколо горщика, зачерпуючи порції кокосовим ополоником. Під час їжі рис згортали в грудки. Потім його розжовували до пасти і поміщали його в бамбукові трубки. І рис, і одяг зберігали в гарбузах. 
Їздили на возах, запряжених волами. Вони долали гірські долини за допомогою ліан і перетинали струмки, стрибаючи зі скелі на скелю. Їхні списи були кілька метрів завдовжки й ефективні на відстані ста кроків. Лук виготовляли з бамбука та коноплі. Стріли були довгі й гострі, але без пір'я. Поля орали, коли навесні з'являлася трава, а восени після проводили жниваю Тоді ж важали, що минув рік. 
Дальше в горах жили низькорослі люди.  Коли їх помічали, вони піднімалися на верхівки дерев. Користувалися арбалетами, а деякі з них жили в норах. 
|                                           |
| Народність пайвань на Тайвані (1735–1796) |

|      |
| Тхао |

|     |
| Цоу |

|       |
| Атаял |

|       |
| Атаял |

### Адміністрація Тайваню

Адміністративні одиниці Тайваню за династії Цін у 1734 році

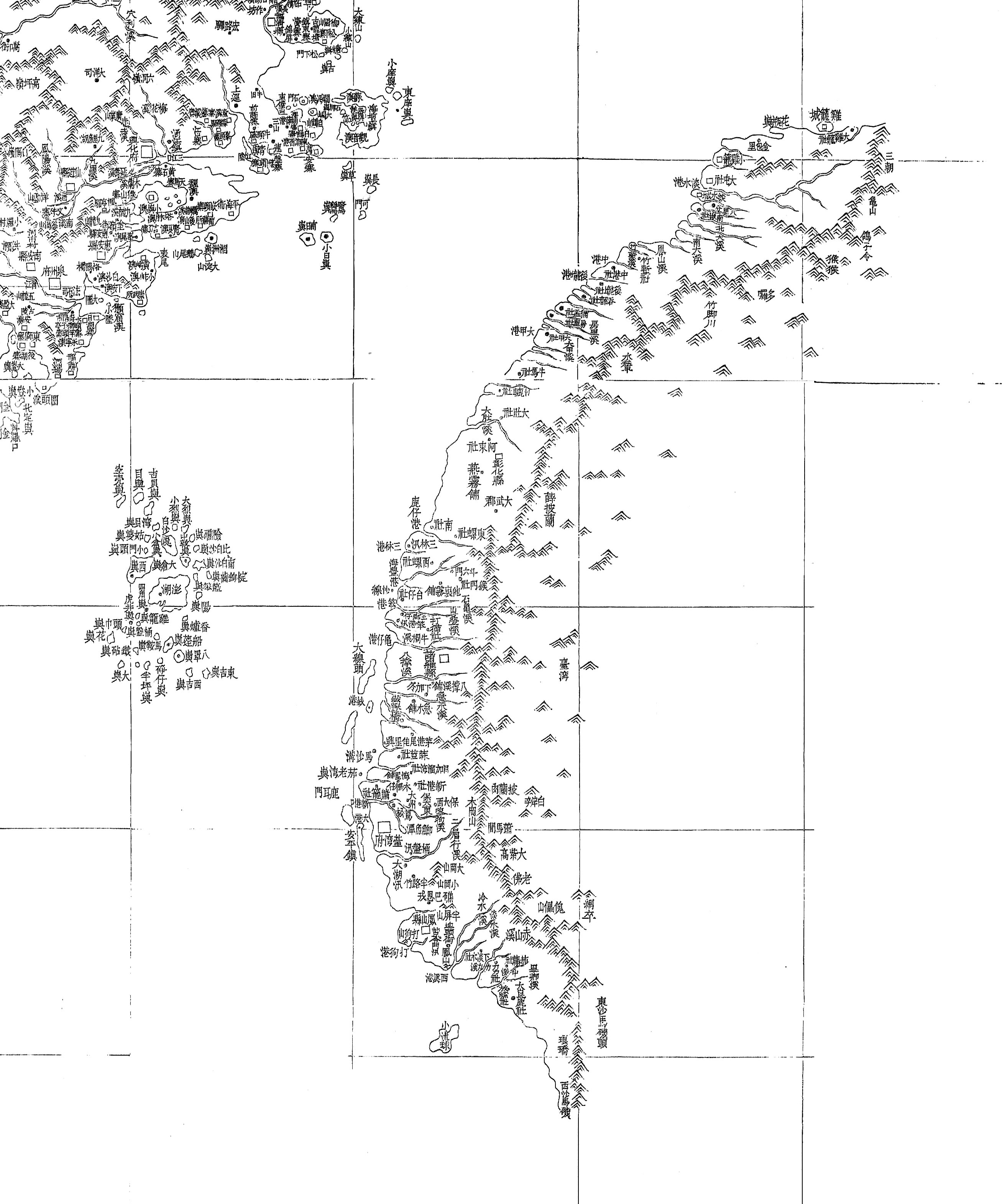
Китайська карта Тайваню, 1735 рік

Цінці спочатку заборонили жителям материка переїжджати на Тайвань і відправили більшість фуцзяньців, які проживали на Тайвані, назад на материк, після чого на острові залишилося лише 30 229 осіб. З 546 мешканцями Пенху, 8108 аборигенами та 10 000 військовими офіційне населення Тайваню складало лише 50 000 осіб. Нестача робочої сили змусила місцеву владу запросити мігрантів з материка, незважаючи на обмеження, накладені владою. Іноді навіть військові кораблі перевозили мирних жителів на Тайвань.  До 1711 року десятки тисяч нелегальних мігрантів з Фуцзянь і Гуандун переїжджали на острів щорічно.  Після 1760 року обмеження були послаблені, і до 1811 року на Тайвані було понад два мільйони китайців. 
Перше зафіксоване Положення про дозвільну систему було прийнято в 1712 році, але, ймовірно, існувало ще за часів офіційної анексії в 1684 році. Система дозволів існувала, щоб зменшити наплив населення на Тайвань. Уряд вважав, що Тайвань не в змозі підтримувати занадто велике населення, щоб довго уникати конфліктів з місцевим населенням. Правила забороняли мігрантам привозити свої родини на Тайвань, щоб не приживалися на Тайвані. Щоб запобігти в'їзду ненадійних на Тайвань, уряд дозволив в'їзд на Тайвань лише тим, хто має власність на материковому Китаї або родичів на острові. Ці правила було введено в дію в 1730 році, а в 1751 році правила вдосконалили. 
Протягом XVIII століття правила міграції залишалися в основному такими як і раніше, хоча і з незначними змінами. Єдині зміни стосувалися статусу сімей переселенців.  Сім'ям, зокрема, влада забороняла в'їзд на Тайвань, щоб бути впевненим, що мігранти повернуться до своїх сімей. Переважна більшість мігрантів чоловічої статі не мала перспектив у Фуцзяні, тому одружувалася на місцевій дівчині з острова. Хоча є інформація про широко поширені змішані шлюби, але це не підтверджується історичними джерелами, які повідомляють лише про конкретні випадки змішаних шлюбів. Більшість китайців поверталися на материк, щоб одружитися. Через масову міграцію протягом кількох десятиліть китайське населення значно перевищило за чисельністю корінне населення. Той факт, що корінні племена вижили аж до японської колонізації, свідчить про те, що жінки масово не виходили заміж за китайців. Одруження з жінками-аборигенками було заборонено в 1737 році, щоб запобігти втручанню в життя аборигенів і попередити претензії на їх землі.  
У 1732 році губернатор Гуандуну звернувся з проханням дозволити окремим сім'ям мігрантів вперше легально в'їхати на Тайвань у період між 1732—1740 роками. У 1739 році противники сімейним міграціям стверджували, що це дозволить бандитам і авантюристам проникнути на Тайвань. Сімейні переїзди знову були заборонені з 1740 по 1746 роки. У 1760 році сімейні поїздки на Тайвань знову стали легальними на короткий період. Починаючи з 1771 року цінські обмеження на міграцію через протоку почали послаблюватися, оскільки влада зрозуміла, що виконати ці обмеження уже нереально. Навіть у періоди легальної міграції набагато більше людей вирішували найняти нелегальні поромні переправи, а не переправлятися офіційно. Після скасування обмежень на сімейні переїзди в 1760 році лише 48 сімей, або 277 осіб, офіційно попросили дозвіл на переїзд протягом року. Переважна більшість із них були сім'ями державних службовців. Для порівняння, протягом десяти місяців у 1758—1759 років майже 60 000 людей було заарештовано за незаконний переїзд. У 1790 році було створено офіс для управління цивільними подорожами між Тайванем і материком, і уряд Цін припинив активне втручання в міграцію. Політика проти таємних переїздів була ненадовго відроджена в 1834 і 1838 роках    У 1875 році всі обмеження на в'їзд до Тайваню були скасовані. 
| Цинські обмеження міграції на Тайвань | |
| рік                                   | Регулювання |
| ------------------------------------- | --- |
| 1684 рік                              | Для в'їзду на Тайвань потрібен дозвіл. Сімейна міграція заборонена. |
| 1712 рік                              | Для в'їзду на Тайвань потрібен дозвіл. Чиновникам наказано не видавати дозвіл тільки «Хорошим підданим». |
| 1729 рік                              | Незаконний перетин перейшов під контроль поліції, а чиновники каралися за недбалість. |
| 1730 рік                              | Поселенці на Тайвані, які не мали сім'ї, підлягали вигнанню, а ті, хто мав сім'ю та майно, але чинив безчинство, підлягали покаранню згідно із законом.                                                                           |
| 1732 рік                              | Дружинам і дітям дозволено супроводжувати мігрантів на Тайвань. |
| 1734 рік                              | Власники та орендатори човнів каралися за незаконне перевезення пасажирів. |
| 1736 рік                              | Незаконний перетин перейшов під контроль поліції, а чиновники каралися за недбалість. |
| 1737 рік                              | Посилювалась система видачі дозволів і записувались відомості про човни та їх екіпажі, що слідували до Тайваню. Місцеві чиновники в Тайвані почали записувати дані місцевих жителів.                                              |
| 1740 рік                              | Власники та орендатори човнів, які перевозять нелегальних пасажирів каралися тюремним ув'язненням. |
| 1745 рік                              | Мігранти можуть вивозити на Тайвань лише дружину і дітей. |
| 1747 рік                              | Вводилися покарання чиновникам і мігрантам, якщо останні отримували безпідставно дозвіл на переїзд. |
| 1761 рік                              | Для в'їзду на Тайвань потрібен дозвіл, і єдиним портом відправлення був Сямень. Незаконний перетин заборонявся. Чиновників карали за недбалість і нагороджували за старанність. Міграція з метою возз'єднання сімей заборонялася. |
| 1770 рік                              | Незаконний перетин переслідувався, чиновників карали за недбалість і нагороджували за старанність; власники човнів і пасажири каралися за порушення.                                                                              |
| 1772 рік                              | Покараню підлягали організатори переправ, екіпажі човнів і пасажирів. |
| 1784 рік                              | Тайванським поселенцям дозволили повернутися на батьківщину в материковий Китай без дозволу. Вони могли відпливати лише від Люермена. Інші порти суворо охороняються для прибуття та відбуття.                                    |
| 1788 рік                              | Відкриття ще одного порту на Тайвані, щоб зменшити незаконні перетини. |
| 1789 рік                              | Чиновники не повинні вимагати оплати за переїзд до Тайваню, щоб мало зменшити кількість незаконних перетинів. |
| 1800 рік                              | Поселенці на Тайвані могли подавати заяву на проживання, якщо вони мали сім'ю та майно, інакше їх висилали до місця походження.                                                                                                   |
| 1801 рік                              | Дотримання заборон на перетин контролювався поліцією. |
| 1875 рік                              | Обмеження на міграцію скасовано. |

|                                      |
| Столиця Тайваню (Тайнань) in 1747 р. |

|                                    |
| Столиця Тайваню (Тайнань), 1807 р. |

|                                    |
| Столиця Тайваню (Тайнань), XIX ст. |

#### Розширення поселень (1684—1795)

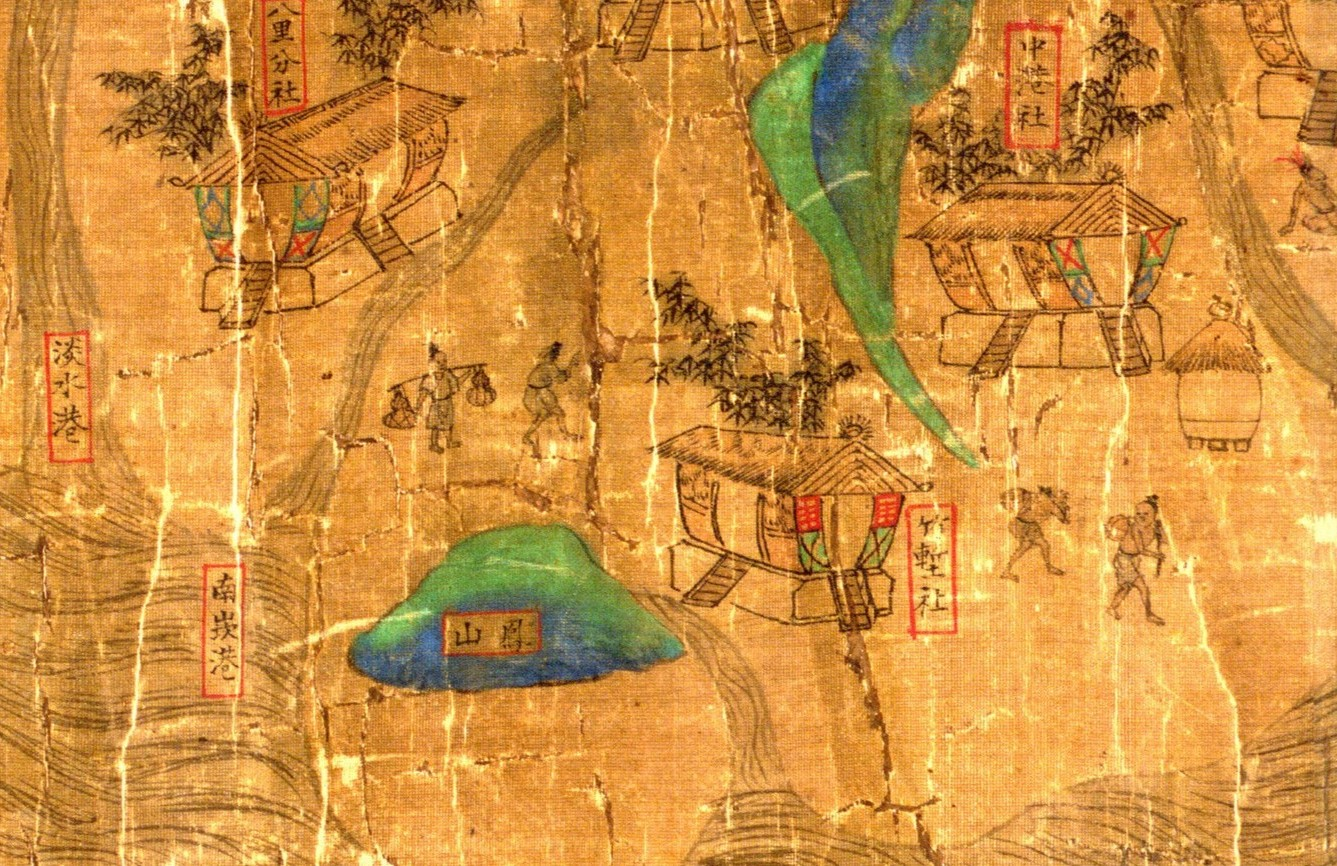
Частина картини, що зображує повсякденне життя народу Таокас, 1684—1722

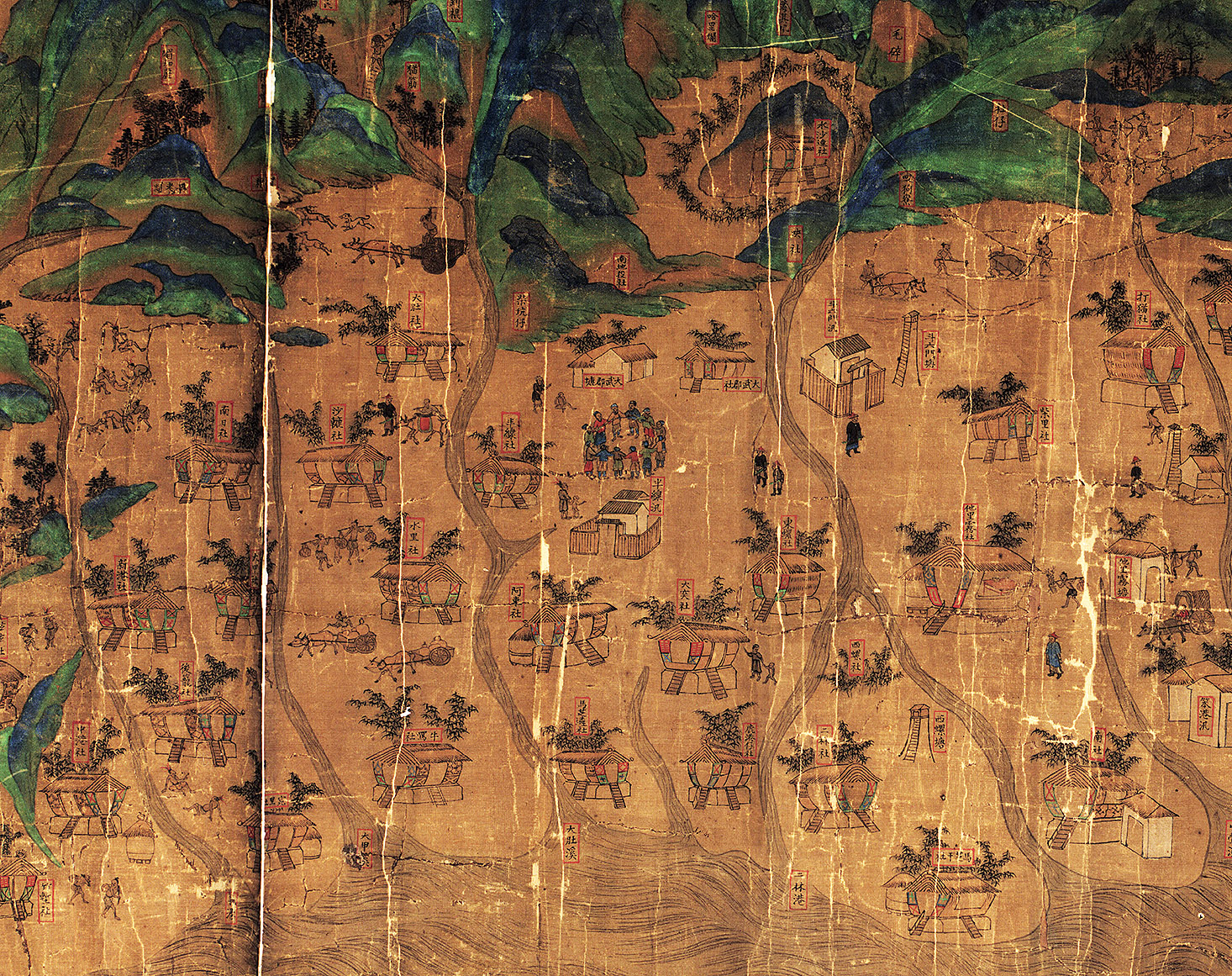
Частина живопису Тайваню періоду Сюаньє, 1684—1722

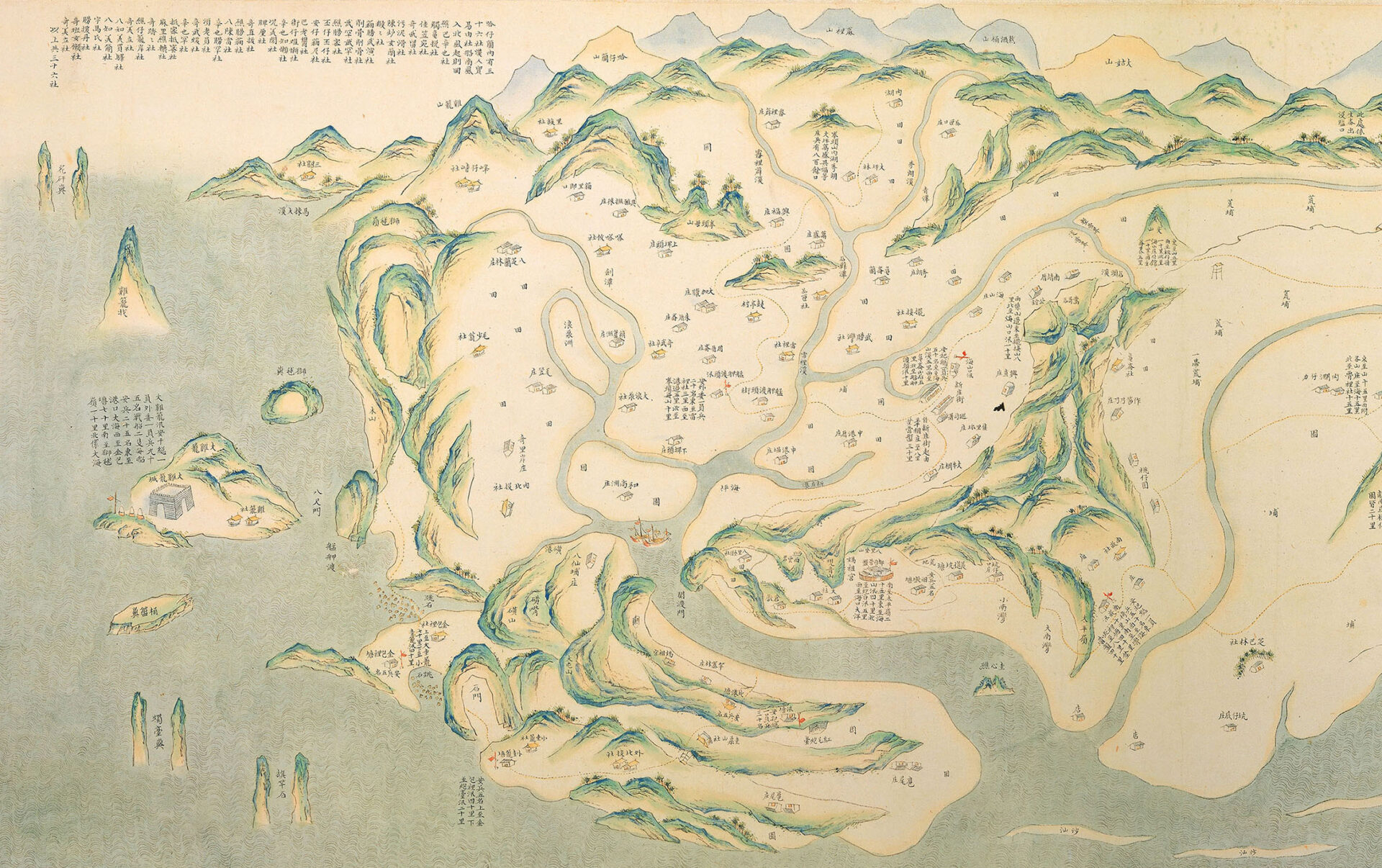
Живопис північно-західного Тайваню, бл. 1756—1759 рр.

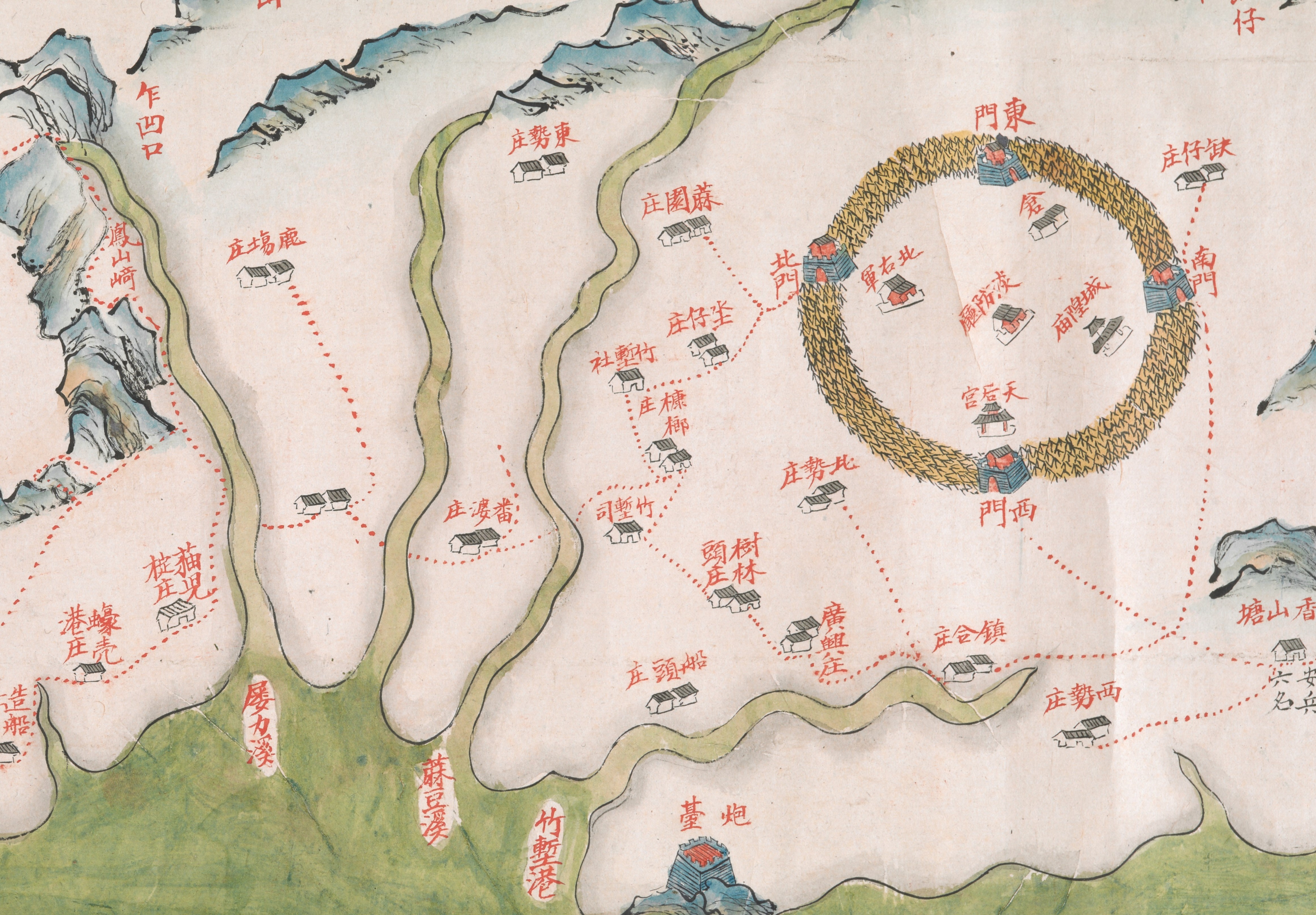
Карта міста Цяньчжу (сучасний Синьчжу), 1759 р.

Під час правління імператорів Сюаньє (1661—1722), Іньчжень (1722—1735) і Хунлі (1735—1796) цінський двір свідомо обмежив розширення зайняття нових територій та урядове управління на Тайвані. Свого часу метою нападу на чженів на Тайвані було прагнення знищити прихильників династії Мін, а анексія Тайваню відбулася в першу чергу з міркувань безпеки. Тайвань мав гарнізон із 8000 солдатів у ключових портах, а цивільна адміністрація була зведена до мінімуму з незначними змінами порівняно з попередньою адміністрацією чженів. Три префектури номінально охоплювали всю західну рівнину — Тайвань, Феншань і Чжулуо. Поселенцям потрібен був урядовий дозвіл, щоб вийти за річку Дацзя в середину західних рівнин. У 1715 році генерал-губернатор Фуцзянь — Чжецзян рекомендував меліорацію землі на Тайвані, але Сюаньє був стурбований тим, що це призведе до нестабільності та конфліктів із місцевим населенням. 
Під час правління Іньчжень влада цінів поширилась над усіма західними рівнинами з метою кращого контролю над поселенцями та підтримування безпеки. Політика обмежень і далі підтримувалася. У 1723 році округ Чжулуо було розділено на новий округ Чжанхуа, який знаходився на північ від середньої точки західних рівнин. У 1731 році на півночі була створена супрефектура Даньшуй, фактично поширивши урядовий контроль з південного заходу на північ. Але це не була політика активної колонізації, а спроба поселенців до незаконного зайннятя і меліорації землі на півночі острова. У 1717 році магістрат округу Чжулуо стверджував, що територія надто велика, щоб її можна було ефективно контролювати, що призвело до безладу та беззаконня, і рекомендував розділити її. Після великого повстання поселенців Чжу Ігуйя уряд нарешті відреагував розділенням округу Чжулуо 1723 році. Лань Дін'юань, радник Лань Тінчженя, який очолював подавлення повстання, виступав за розширення та меліорацію нових земель для посилення урядового контролю над китайськими поселенцями. Він хотів асимілювати аборигенів до китайської культуриі перетворити їх на підданих династії Цин. 
Під час правління Хунлі адміністративна структура Тайваню майже не змінилася. У 1744 році чиновники рекомендували дозволити поселенцям обробляти родючу землю на територіях аборигенів, але Хунлі відхилив їхні рекомендації. Це призвело до повстання Лінь Шуанвеня у 1786 році, після якого Хунлі погодився передати родючі земелі поселенцям. Він дійшов до висновку, що Тайвань є «важливою прибережною прикордонною територією» і «важливою лінією оборони п'яти [прибережних] провінцій». 
Династія Цін не втручалася в управління аборигенами і рідко намагалася їх підкорити або нав'язати культурні віяння. Аборигени були класифіковані на дві загальні категорії: акультурені аборигени (шуфан) і некультурні аборигени (шенфан). Шен — слово, яке використовується для опису сирої їжі, необробленої землі, незрілих фруктів, некваліфікованої праці або чужинців, тоді як шу має протилежне значення. Для цінів шуфанами були аборигенами, які платили податки, виконували барщинину та певною мірою прийняли культуру ханьців. Коли цінці анексували Тайвань, то під контролем уряду було 46 сіл аборигенів: 12 у Феншані та 34 у Чжулуо. Ймовірно, вони були такими і за режиму чженів. У період правління Іньчженя 108 сіл аборигенів були асимільовані. Шенфани, які сплачували податки, але не виконували панщину і не переходили до китайської культури, називали гуйхуа шенфан (підкорені некультурні аборигени). 
Адміністрація Хунлі заборонила заставляти аборигенів до покори, боячись повстань. На початку правління Хунлі існувало 299 сіл аборигенів. Записи показують, що серед них було 93 села шуфан і 61 село гуйхуа шенфан. Кількість шуфанських сіл залишалася стабільною протягом усього періоду Хунлі. Два підпрефекти у справах аборигенів були призначені для управління справами аборигенів у 1766 році. Один відповідав за північ, а другий за південь, обидва були зосереджені на тих аборигенах, що проживали на рівнинах. Була створена прикордонна смуга, щоб непропускати гірських аборигенів до китайських поселенців і ця політика стала офіційною в 1722 році у відповідь на повстання Чжу Ігуя. П'ятдесят чотири стовпи були використані для позначення важливих точок уздовж кордону між поселенцями та аборигенами. Китайським поселенцям було заборонено перетинати цей кордон, але вторгнення поселенців на територію аборигенів продовжувалися і далі, що призводило до змін кордонів в 1750, 1760, 1784 і 1790 роках. Поселенцям було заборонено одружуватися з аборигенами, оскільки шлюб був одним із способів отримання поселенцями землі. У той час як поселенці стимулювали колонізацію та культурну асиміліцію, цінська політика обмежень послаблювала їх вплив на аборигенів, особливо тих, які проживали в горах. 
| Дані про населення Тайваню |           |           |            |
| рік                        | Китайці   | Аборигени | Всього     |
| -------------------------- | --------- | --------- | ---------- |
| 1623                       | 1500      |           |            |
| 1652                       | 25 000    |           |            |
| 1654                       |           | 100 000   |            |
| 1661                       | 35 000    |           |            |
| 1664                       | 50 000    |           |            |
| 1683                       | 120 000   |           |            |
| 1756                       | 600 147   |           |            |
| 1777                       | 839 800   |           |            |
| 1782                       | 912 000   |           |            |
| 1790                       | 950 000   |           |            |
| 1811                       | 1 944 747 |           |            |
| 1824                       | 1 786 883 |           |            |
| 1893                       | 2 545 000 |           |            |
| 1905                       | 2 492 784 | 82 795    | 3 039 751  |
| 1925                       |           |           | 3 993 408  |
| 1935                       |           |           | 5 212 426  |
| 1945                       |           |           | 6 560 000  |
| 1955                       |           |           | 9 078 000  |
| 1958                       |           |           | 10 000 000 |
| 1965                       |           |           | 12 628 000 |
| 1975                       |           |           | 16 150 000 |
| 1985                       |           |           | 19 258 000 |
| 1995                       |           |           | 21 300 000 |
| 2015                       |           | 546 700   |            |
| 2018                       |           |           | 23 550 000 |

#### Адміністративні реформи (1796—1874)

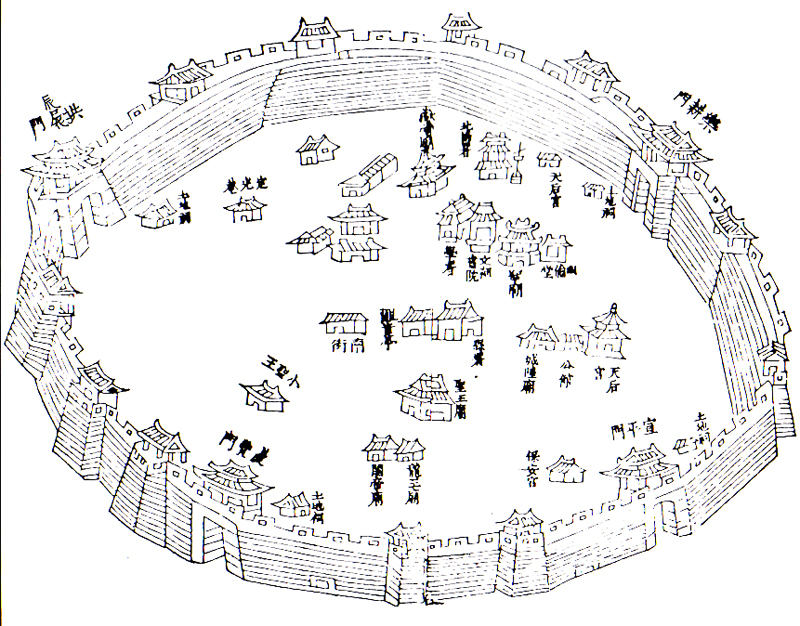
Місто Чанхуа в 1832 році

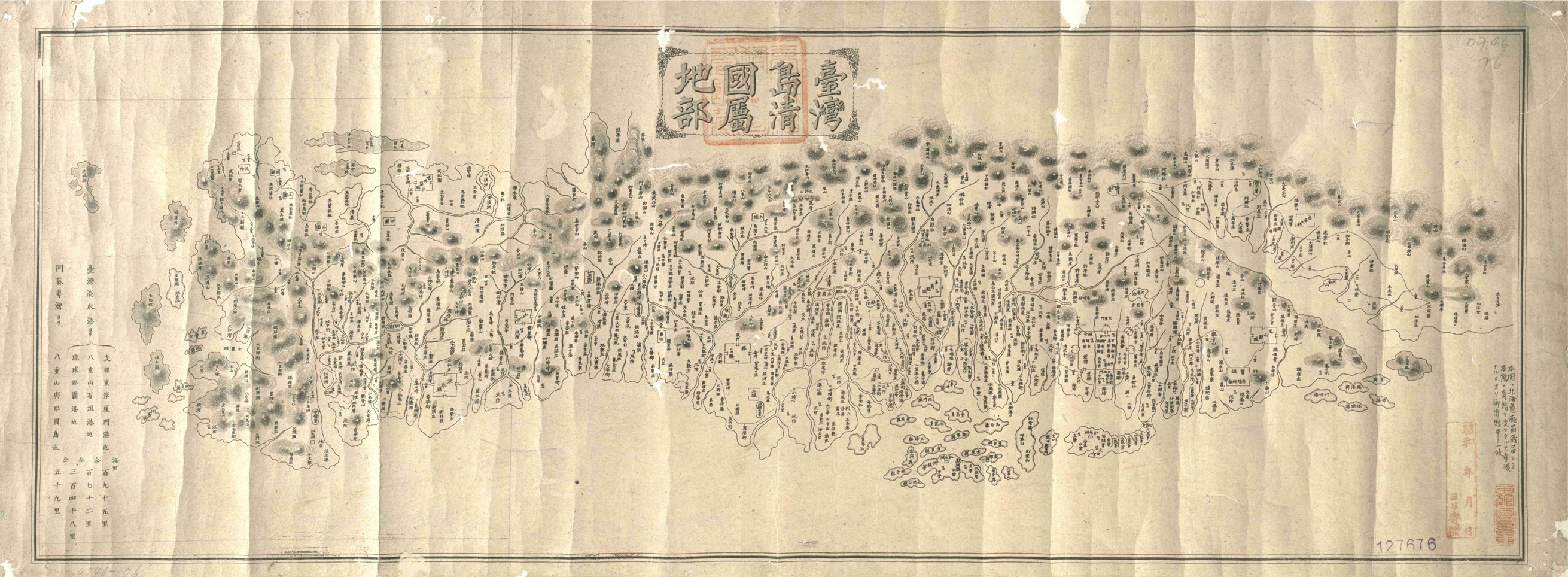
Карта територій під владою Династії Цін 1873 року

Політика обмежень зберігалася на початку XIX століття, але ставлення до територій аборигенів почало змінюватися. Місцеві чиновники неодноразово виступали за колонізацію територій аборигенів, особливо народів Кавалан і Шуйшалян. Народ Гамалан або Кавалан проживав у сучасному повіті Ілань на північному сході Тайваню. Він був відділений від західних рівнин і Тамсуй (Даньшуй) горами. У цьому районі було 36 сіл аборигенів, і народ Кавалан почав платити податки ще в період Сюаньє (1661—1722), але вони зараховувались до некультурних аборигенів гуйхуа шенфань . 
У 1787 році китайський поселенець на ім'я Ву Ша намагався відвоювати землю в Каваланів, але зазнав поразки. Наступного року заступник префекта Тамсуї переконав префекта Тайваню Ян Тінглі підтримати Ву Ша. Він рекомендував губернатору Фуцзяні підкорити тубільців і відкрити території Кавалан для поселенців, але губернатор відмовився через небажання виникнення конфлікту. У 1797 році новий префект Тамсуї видав дозвіл і фінансову підтримку Ву для залучення поселенців з метою меліорації землі. Але наступники Ву не змогли зареєструвати захоплену землю в державних реєстрах. Місцева влада підтримувала меліорацію, але офіційно визнати її не хотіла і не могла, бо це порушувало б загальнокитайські заборони. 
У 1806 році стало відомо, що пірат Цай Цянь перебував поблизу територій Кавалан. Префект Тайваню Ян знову рекомендував відкрити Кавалан, стверджуючи, що відмова від нього призведе до проблем на кордоні. Пізніше інша піратська група спробувала зайняти територію Кавалан. Ян рекомендував фучжоуському генералу Сайчун'а створити адміністрацію та землемірство в Кавалані. Сайчон'а спочатку відмовився, але потім передумав і надіслав повідомлення імператору в 1808 році, рекомендувавши зареєструвати землі Кавалан. Це питання обговорювалосясановниками центрального уряду, і вперше один чиновник офіційно заявив, що якщо територію аборигенів буде включено, це не тільки відверне загрозу піратів, але й уряд отримає прибуток від самої землі. У 1809 році імператор наказав зареєструвати землі Кавалан. Наступного року було видано імператорський указ про офіційне включення земель Кавалану до територій Династії Цін та призначено субпрефекта Кавалана. 
На відміну від Кавалану, переговори щодо Шуйшаляна призвели перетворення його статусу в закриту територію. Шуйшалянь проживають у верхній течії річок Чжошуйсі і Ву в центральному Тайвані. Внутрішня гірська зона Шуйшалян була заселена аборигенами, що проживали в 24 селах, і шість із них займали рівнинну та родючу територію басейну рік. Аборигени були підкорені ще в 1693 році, хоча залишилися неасімільованими. У 1814 році деякі поселенці змогли отримати дозвіл на меліорацію, підробивши документи на оренду землі аборигенів. У 1816 році уряд послав війська, щоб виселити поселенців і знищити їхні опорні пункти. Для розмежування земель, заборонених китайським поселенцям, були встановлені відповідні стовпи. 
У 1823 році субпрефект у справах аборигенів на півночі Ден Чуаньань рекомендував відкрити внутрішній Шуйшалян. Субпрефект Кавалана Яо Ін не рекомендував цього робити через можливі колосальні затрати на адміністративні функції. У 1841 році це питання було піднято знову, але цього разу було рекомендовано відкрити весь Тайвань. Імператор Міньнін наказав генерал-губернатору Фуцзянь-Чжецзян вивчити питання зайняття нових земель на Тайвані, щоб збільшити доходи для морської оборони. План по реалізації довелося відкласти після того, як вартість була визнана занадто високою. У 1846 році новий генерал-губернатор Фуцзянь-Чжецзян, Лю Юньке, завіряв, що відкриття внутрішнього Шуйшаляня буде корисним, але китайських сановників це не переконало. Лю відвідав Шуйшалянь і докладно розповів про аборигенів та їхні землі з метою спонукати центральний уряд дозволити використання землі для заселення. Але цінці відмовилися дозволити використовувати територію народу Шуйшалянь. У 1848 році районний інтендант Тайваню рекомендував дозволити аборигенам Шуйшаляня здавати свою землю в оренду поселенцям. Ця пропозиція була проігнорована.  Тема рекультивації землі продовжувала бути темою дискусій, а субпрефект Тамсуї в 1871 році відкрито закликав «проникнути в гори та підкорити аборигенів». 
| Зареєстрована земельна ділянка, що підлягає оподаткуванню, в Цін на Тайвані |         |
| рік                                                                         | Цянь    |
| --------------------------------------------------------------------------- | ------- |
| 1684                                                                        | 18 454  |
| 1710                                                                        | 30,110  |
| 1735                                                                        | 50,517  |
| 1762                                                                        | 63 045  |
| 1893–95                                                                     | 361,417 |

#### Територіальна експансія китайців у Тайвані (1875—1895)

Китайська карта Тайваню, 1880 р.

У 1874 році Японія вторглася на територію півдня Тайваню, де проживало місцеве не китайське населення. Відбувся так званий Тайванський похід (1874 р.) Японії. Протягом шести місяців японські солдати окупували південний Тайвань, а офіційна японська влада почала визнавати ці території непідконтрольні Династії Цін. Результатом перемовин була виплата контрибуції китайцями в обмін на вихід японської армії. 
Імперський уповноважений у справах Тайваню Шень Баочжень стверджував, що «причина того, що [Японія] жадає Тайваню, полягає в тому, що земля незаселена».  Він рекомендував підкорити аборигенів і заселити їх територію китайськими поселенцями. В результаті повноваження адміністрації Тайваню були розширені і розпочалася кампанії проти аборигенів. Була створена нова префектура, префектура Тайпе . Субпрефектура Кавалан стала округом Ілань. Субпрефектура Тамсуї була поділена на Тамсуй і Синьчжу . На півдні було створено новий округ Тайпе . Два субпрефекти, відповідальні за справи аборигенів, були переміщені до внутрішнього Шушаляня (Пулі) і східного Тайваню (Бейнань), нових центрів колонізації. Починаючи з 1874 року, були побудовані гірські дороги, щоб зробити регіон більш доступним, а аборигенів офіційно підпорядкували Династії Цин. У 1875 році була знята заборона на в'їзд до Тайваню.  У 1877 році було видано 21 вказівку про підкорення аборигенів і відкриття гір. На прибережній частині материка і в Гонконзі були створені агентства з вербування поселенців. Однак спроби сприяти поселенню на Тайвані незабаром припинилися. 
У 1883 році почалася французько-китайська війна, і в 1884 році французи окупували Цзілун на півночі Тайваню. Французька армія відступила в 1885 році. Спроби створення поселень на територіях аборигенів було відновлено під керівництвом Лю Мінчуаня, губернатора Фуцзяні та комісара оборони Тайваню. Управління Тайванем стало його єдиною метою в 1885 році, тому він покинув керівництво Фуцзянем. Ще одна префектура Тайвань, була створена на західних рівнинах, а колишню префектуру Тайвань було перейменовано на Тайнань . Три нові повіти, Тайвань, Юньлінь і Мяолі, були створені шляхом поділу існуючих адміністративних одиниць. Східний Тайвань, субпрефектура Бейнань, керувалися новим департаментом Тайдун (департамент східного Тайваню). У наступні роки були створені Лю Мінчуанем супрефектури Кілунг і Нанья.  У 1887 році острів Тайвань став окремою провінцією. Протягом п'яти років Фуцзянь надавав Тайваню щорічну субсидію у перехідний період в розмірі 400 000 таелів, або 10 відсотків річного доходу Тайваню. Під час правління Лю столицю Тайваню було перенесено з Тайнаня до сучасного Тайчжуна. Тайбей був побудований як тимчасова столиця, а потім став постійною столицею уже в 1893 році. Зусилля Лю збільшити доходи від продажу цукру, камфори та імпорту були недієвими через зовнішній тиск щодо зниження податків. Доходи від вугільних шахт і пароплавних ліній стали основною частиною бюджету Тайваню. З червня 1886 р. по січень 1890 р. було проведено кадастрову реформу, що було несприйнято на півдні острова. Надходження від податку на землю наповнювали казну, однак в результаті це не виправдало очікувань. 

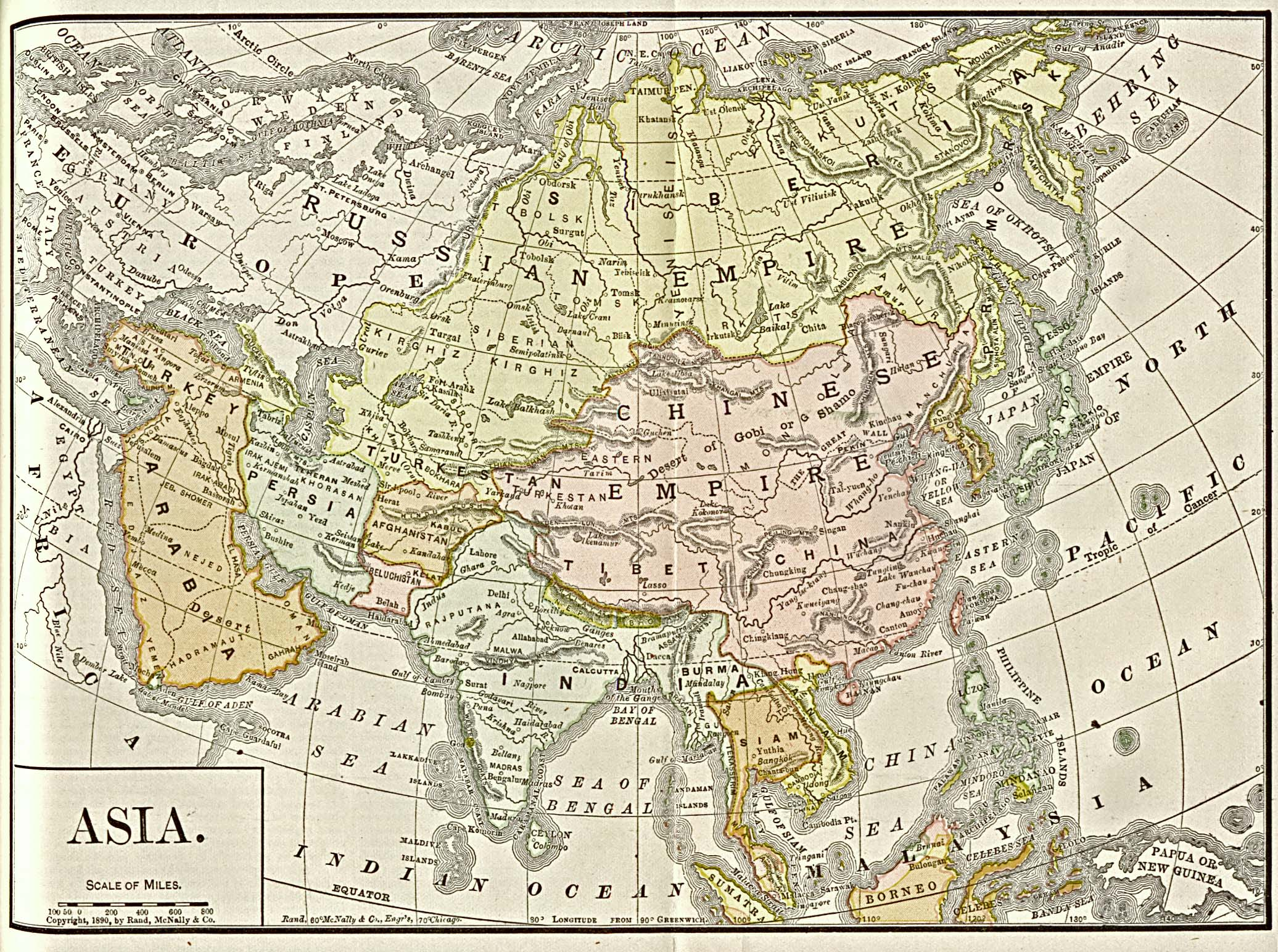
Карта Азії із зображенням «Китайської імперії» (1892 р.)

Адміністративні одиниці Тайваню Династії Цін станом на 1894 р.

Під керівництвом Лю на Тайвані було впроваджено низку технологічних інновацій, включно з проведенням електричного освітлення, поставлено сучасну зброю, збудовано залізницю, кабельні та телеграфні лінії, розвинуто місцеве пароплавство та впроваджено нове обладнання для лісозаготівлі, рафінування цукру та виробництва цегли. Телеграфна лінія від Тайнаня до Тамсуї була побудована в 1886—1888 роках. Тоді ж була прокладена залізниця, що з'єднала Кілун, Тайбей і Синьчжу. Ці реформи принесли неоднозначні результати. Телеграфна лінія могла функціонувати лише раз на тиждень через важке сухопутне сполучення, а залізниця потребувала капітального ремонту, обслуговувала невелику кількість поїздів і перевозила незначну кількість вантажів.  Тайвань був не надто привабливим місцем для робітників, більшість з яких хотіли виїхати до Південно-Східної Азії. Небагато поселенців поїхали на Тайвань, а ті, що поїхали, зазнавали нападів аборигенів і потерпали від суворого клімату. Губернатора Лю критикували за великі витрати і незначну прибутковість відколонізації. Лю пішов у відставку в 1891 році, і зусилля з колонізації припинилися, оскільки більша частина меліорованих земель запустіли. 
У час керівництва Лю було створено головний офіс примирення та асиміляції Тайваню з вісьмома бюро. Чотири розташовувалися в східному Тайвані, два в Пулі (внутрішній Шуйшалян), одне на півночі і одне на заході у підніжжя гір. До 1887 року близько 500 сіл аборигенів, або приблизно 90 000 їх жителів, офіційно підпорядковувалися уряду Цін. Протягом наступних років це число зросло до 800 сіл із 148 479 аборигенами. Однак вартість їх утримання була непомірно високою. Китайська влада щомісяця надавала їм матеріали і платила вождям за лояльніст. Не всі території перебували під ефективним контролем, і меліорація земель у східному Тайвані відбувалася повільними темпами.  З 1884 по 1891 роки Лю здійснив понад 40 військових кампаній проти аборигенів, задіявши для цього 17 500 солдатів. Експансія на схід припинилася через запеклий опір Мкгоган і Мсбтунуксів. Третина армії вторгнення була знищена. 
До кінця періоду Династії Цін західні рівнини були повністю перетворені на сільськогосподарські угіддя 2,5 мільйонами китайських поселенців. Гірські райони все ще були в основному автономними і під контролем аборигенів. Втрата землі аборигенами під час правління Династії Цін відбувалася відносно повільно порівняно з наступним японським колоніальним періодом.   Протягом наступного 50-річного періоду японського правління тайванські аборигени втратили своє право на власність землі і були переселенні в спеціальні колонії на острові.  Однак навіть якби Японія не захопила Тайвань, аборигени рівнин були на шляху до втрати своїх прав на землю. До останніх років правління Династії Цін більшість аборигенів рівнин були асимільовані в китайську культуру, лише близько 20–30 % розмовляли рідною мовою і поступово втратили право власності на землю та права збору орендної плати. 
| рік  | Префектура                                    | Район                                                                                      | Субпрефектура                         |
| ---- | --------------------------------------------- | ------------------------------------------------------------------------------------------ | ------------------------------------- |
| 1684 | Тайвань                                       | Тайвань, Чжулуо, Феншань                                                                   |                                       |
| 1723 | Тайвань                                       | Тайвань, Чжулуо, Феншань, Чжанхуа                                                          |                                       |
| 1727 | Тайвань                                       | Тайвань, Чжулуо, Феншань, Чжанхуа                                                          | Пенху                                 |
| 1731 | Тайвань                                       | Тайвань, Чжулуо, Феншань, Чжанхуа                                                          | Пенху, Даньшуй                        |
| 1812 | Тайвань                                       | Тайвань, Цзяї, Феншань, Чжанхуа                                                            | Пенху, Даньшуй, Кавалан               |
| 1875 | Тайвань, Тайбей                               | Тайвань, Феншань, Чжанхуа, Цзяї, Хенчунь, Ілань, Сіньчжу, Даньшуй                          | Пенху, Бейнань, Пуліше, Луган, Цзілун |
| 1885 | Тайвань, Тайбей, Тайнань, Регіон Тайдун Чжілі | Тайвань, Феншань, Чжанхуа, Цзяї, Хенгчунь, Ілань, Сіньчжу, Даньшуй, Аньпін, Мяолі, Юньлінь | Пенху, Пуліше, Цзілун, Нанья          |

### Повстання

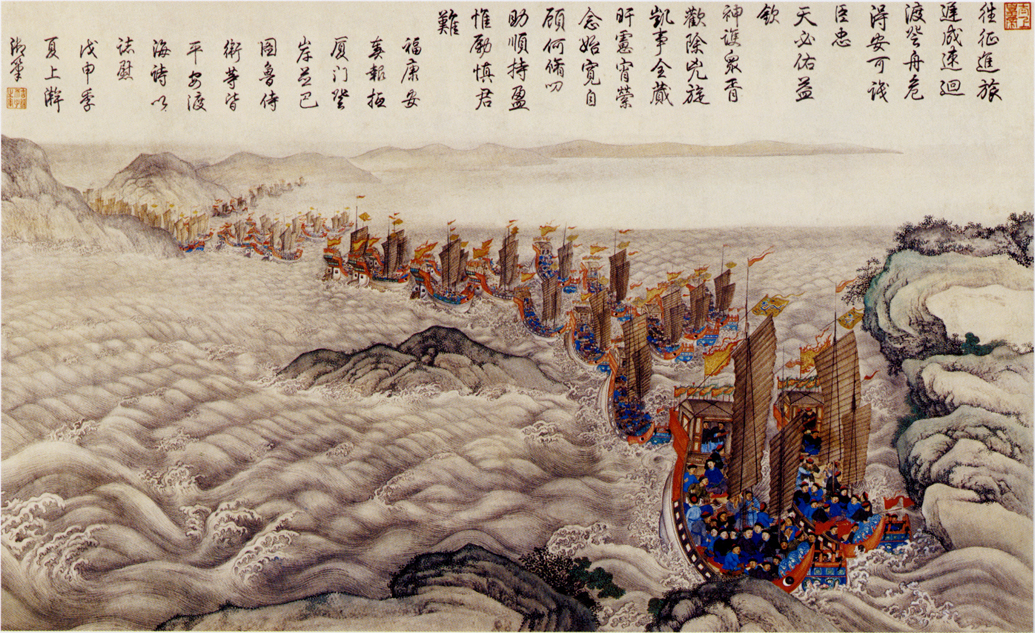
Зображення кораблів Династії Цін, які перетинають океан для придушення повстання Лінь Шуанвеня, 1787—1788 рр.

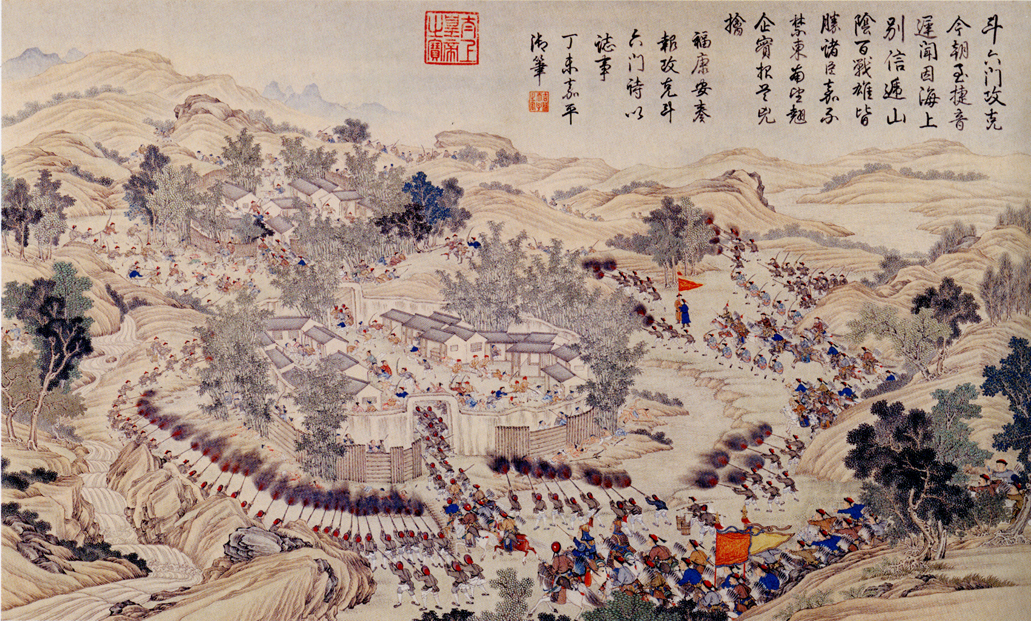
Завоювання Дулюмена (Чжулуо)

#### Аборигени
У 1723 році аборигени, що жили в селі Дацзясі на центральній прибережній рівнині, повстали. Урядові війська з південного Тайваню були направлені для придушення цього повстання, але за їх відсутності китайські поселенці в окрузі Феншань підняли повстання під керівництвом Ву Фушена, поселенця з Чжанчжоу.  До 1732 року п'ять різних етнічних груп повстали, але до кінця року всі повстання було розгромлено. 
Протягом періоду Хунлі (1735—1796) 93 села аборигенів, які були шуфан, ніколи не повставали, а понад 200 сіл аборигенів, які не були асимільовані, були підкорені.  Фактично, протягом 200 років правління Династії Цін на Тайвані аборигени рівнин рідко повставали проти уряду, а гірські аборигени були залишені напризволяще до останніх 20 років правління цінців. Більшість повстань, яких у період Цін було понад 100, були спричинені китайськими поселенцями.  Фраза «Кожні три роки — повстання, кожні п'ять років — повстання» (三年一反、五年一亂) використовувалася в основному для опису заворушень, які відбувалися протягом 30-річного періоду між 1820—1850 роками.

#### Чжу Ігуй
Чжу Ігуй, також відомий як «Качиний король», був поселенцем з Фуцзяня. Він став власником качиної ферми в тайванському Луоханмень (сучасний Гаосюн). Чжу був відомий серед місцевих жителів своєю хорошою вдачею та наполегливою боротьбою з аморальною поведінкою. У 1720 році серед торговців, рибалок і фермерів на Тайвані склалося невдоволення через збільшення податків. Вони зібралися навколо Чжу, який мав таке ж прізвище, як і королівська родина династії Мін, і підтримали його в згрупуванні невдоволених китайців на повстання проти Династії Цін.  Чжу був оголошений імператором Династії Мін, і він навіть використовував схоже вбрання. Лідер Хакка Лінь Цзюньїн з півдня також приєднався до повстання. У березні 1720 року Чжу і Лінь напали на урядовий гарнізон в окрузі Тайвань і розгромили його. Менш ніж за два тижні повстанці розгромили китайські війська у всьому Тайвані. Війська Хакка розділилися з армією Чжу, щоб слідувати за Лінем на північ. Імператор послав флот під командуванням Ши Шіб'яня (сина Ши Ланга) з армією в 22 000 чоловік. Через місяць повстання було придушене, а Чжу стратили в Пекіні. 

#### Лін Шуанвень

Захоплення Лінь Шуанвеня

У 1786 році члени таємного товариства Тяньдіхуей (Товариство Неба і Землі) були заарештовані за несплату податків. Прихильники Тяньдіхуей увірвалися до в'язниці, вбили охоронців і врятували своїх членів. Цінські війська були відправлені в село і намагалися заарештувати Лінь Шуанвеня, лідера Тяньдіхуей і поселенців з Фуцзяня.  Багато військ повстанської армії походили з новоприбулих з материкового Китаю, які не могли знайти землі для ведення господарства. Вони приєдналися до Тяньдіхуей. Лінь атакував округ Чанхуа, убивши 2000 мирних жителів. На початку 1787 року 50 000 цинських військ під командуванням Лі Шияо з материка були направлені для придушення повстання. Дві армії воювали безрезультатно. Лінь намагався заручитися підтримкою народу Хакка, але вони не тільки відмовилися, але й послали свої війська на підтримку цінців.  Незважаючи на нібито антицінську позицію Тяньдіхуей, її члени не керувалися етнічними чи національними інтересами, що призвело до соціального розбрату та політичного хаосу в середині товариства. Деякі мирні жителі допомагали цінцям в придушені повстанців. У 1788 році на Тайвань було відправлено свіжі 10 000 цинських військ на чолі з Фук'ананом і Хайланькою.  Вони успішно перемогли повстанців незабаром після прибуття. Лінь був страчений у Пекіні в квітні 1788 року  Імператор Хунлі дав повіту Чжулуо сучасну назву Цзяї («похвальна праведність») за опір повстанцям.
|                                            |
| Зображення шуфанів Макатао (1735–1796 рр.) |

|        |
| Хоанья |

|       |
| Сірая |

|        |
| Папора |

|        |
| Бабуза |

|        |
| Таокас |

### Вторгнення Беньовського

#### Моріс Беньовський

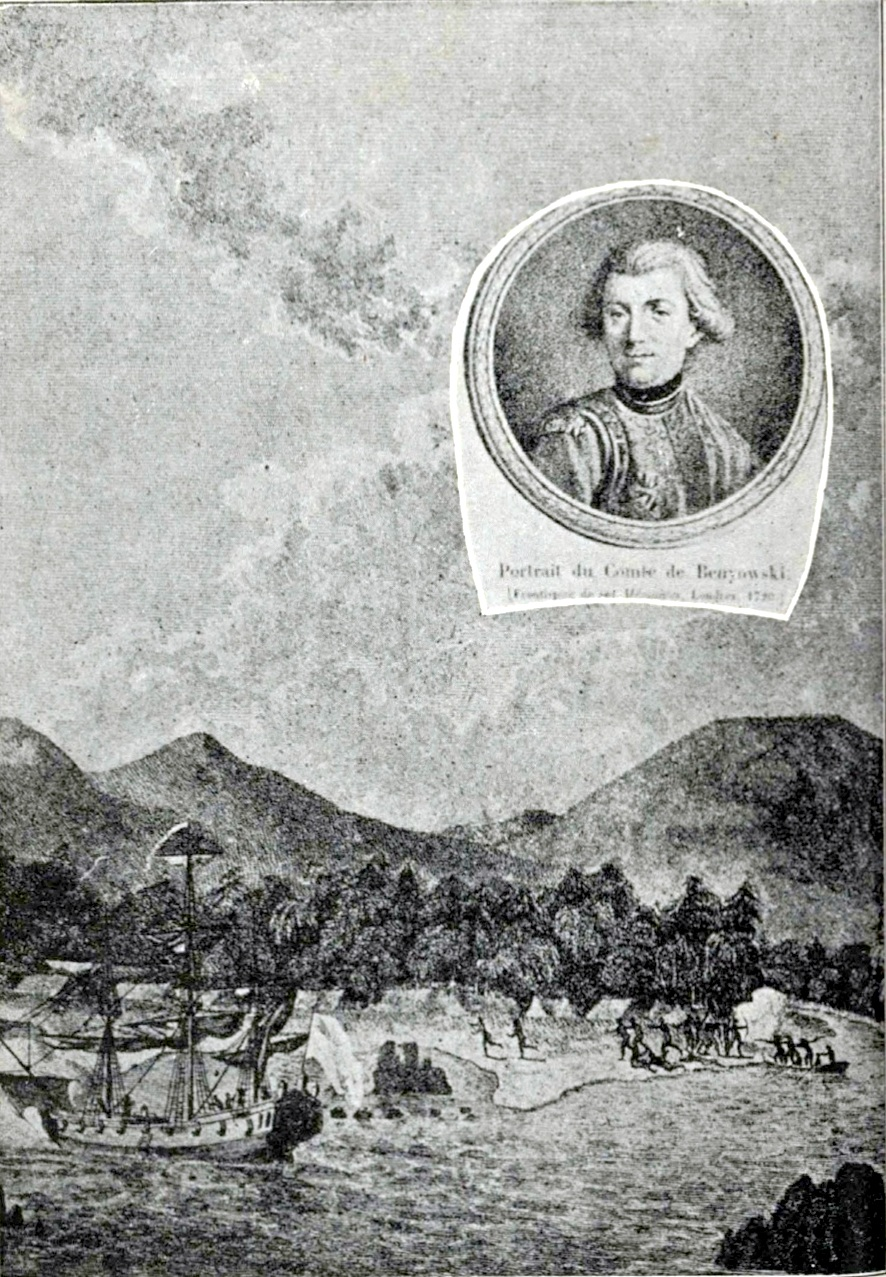
Справа відплати на Формозі — ілюстрація зі Спогадів

Моріс Беньовський, уродженець Словаччини, можливо, був першим європейцем, який висадився на східному узбережжі Тайваню, хоча достемено невідомо, чи події, пов'язані з його висадкою, насправді відбулися. Відповідно до англійського перекладу «Мемуарів і подорожей Маврикія Августа де [Беновського]» група з вісімнадцяти осіб висадилася на східному узбережжі Тайваню в 1771 році. Вони зустріли кількох людей і попросили в них їжі. Їх відвезли в село і годували рисом, свининою, лимонами та апельсинами. Їм подарували кілька ножів. Коли вони поверталися до корабля їх атакували невідомі лучники. У відповідь вгрупа відкрила вогонь і вбила шістьох нападників. Біля свого корабля вони знову потрапили в засідку з 60 воїнів. Вони їх перемогли і взяли в полон п'ятьох з них. Через день до них прибула підмога. Група попрямувала до села і вбила 200 місцевих жителів. Потім вони відправилися на північ.
Діставшись до «прекрасної гавані», як назвала її група Беньовсьокого. Там вони зустріли дона Ієронемо Пачеко, іспанця, який 7-8 років жив серед аборигенів. Місцеві жителі були вдячні Беньовському за вбивство жителів ворожого племені. Пачеко сказав Беньовському, що західною частиною острова керують китайці, а решта є вільними землями, заселені аборигенами. Також він стверджував, що для завоювання острова та вигнання китайців знадобиться зовсім небагато. На третій день Беньовський назвав гавань своїм іменем «Порт-Моріс». Конфлікт з ворожими племенами знову спалахнув, коли група брала прісну воду, і троє з неї були вбиті. Натомість Беньовський дозволив стратити в'язнів, що залишилися і зруйнувати їхні човни. Групу відвідав Хуапо, князь одного племені, який вірив, що Беньовському було пророчено визволити їх від «китайського ярма». За допомогою зброї Беньовського Хуапо переміг своїх китайських ворогів. Хуапо подарував екіпажу Беньовського золото та інші цінності, щоб спробувати змусити їх залишитися, але Беньовський хотів піти до своєї сім'ї.
Є підстави підозрювати, що цей опис подій або перебільшений, або сфабрикований. Кілька експертів протягом багатьох років ставили під сумнів подвиги Беньовського. У книзі Яна Інкстера «Орієнтат Просвітництва: Проблемні військові претензії графа Моріца Огюста Конте де Беньовського на Формозі протягом 1771 року» критикується саме тайванський розділ. Населення Тайваню, наведене за версією Беньовського, не узгоджується з оцінками того часу. Ділянка узбережжя, яку він відвідав, ймовірно, мала лише від 6000 до 10 000 жителів, але якимось чином він зміг зібрати 25 000 воїнів для боротьби з 12 000 ворогами. Навіть у розповіді отця де Майла про Тайвань у 1715 році, де він зображував китайців у дуже негативній манері та говорив про те, що весь схід повстав проти заходу, аборигени все ще були не в змозі створити бойову силу чисельністю понад 30 або 40 формувань озброєних стрілами та списами.  Хуапо ще стверджував, що мав майже 100 вершників. І хоча коні були завезені на Тайвань голандцями, але малоймовірно, що аборигени північно-східного узбережжя мали стільки, щоб могли їх використовувати у війні. В інших звітах XVIII століття згадувалося, що коней було настільки мало, що замість них використовували китайських волів. 

#### Опіумна війна
До 1831 року Ост-Індська компанія вирішила, що більше не буде торгувати з китайцями на їхніх умовах. Прусський місіонер і лінгвіст Карл Ф. А. Гутцлаф був направлений дослідити Тайвань. Він опублікував свій доклад у Тайвані в 1833 році, підтверджуючи що на ньому є багато природних копали, а також те, що Тайвань має економічний потенціал. Враховуючи стратегічну та комерційну цінність Тайваню, у 1840—1841 роках британці планували захопити острів. Вільям Хатман написав лорду Пальмерстону, вказуючи на «милосердне правління Китаю над Тайванем і стратегічне та комерційне значення острова». Він припустив, що Тайвань можна зайняти лише одним військовим кораблем і менш ніж 1500 військовими. Це дозволить англійцям поширити християнство серед тубільців, а також розбудувати торгівлю.
У вересні 1841 року під час Першої опіумної війни британське транспортне судно Нербуда зазнало корабельної аварії біля гавані Кілунг через тайфун. Капітан і кілька англійських офіцерів благополучно врятувалися самостійно, однак більшість екіпажу, включаючи 29 європейців, 5 філіппінців і 240 індійських ласкарів, були врятовані місцевими жителями та передані офіційній китайській владі у Тайнані, столиці Тайваню. У жовтні 1841 року Німрод відплив до Кілунга, щоб розшукати вцілілих Нербуди, але після того, як капітан Джозеф Пірс дізнався, що їх ув'язнили на півдні, він наказав бомбардувати гавань. Бриг «Енн» також зазнав корабельної аварії в березні 1842 року, і ще 54 члени екіпажу, що вижили були захоплені. Тайваньські командири, Дахонга та Яо Ін, подали неправдиву інформацію імператору, стверджуючи, що захищалися від нападу на форту Кілун. Більшість тих, хто вижив — понад 130 з Нербудди та 54 з Енн — були страчені в Тайнані в серпні 1842 року. Пізніше неправдиве повідомлення було виявлено, а чиновники Тайваню покарані. Британці хотіли, щоб їх стратили, але вони отримали лише пониження в посадах, про що британці дізналися у 1845 році.

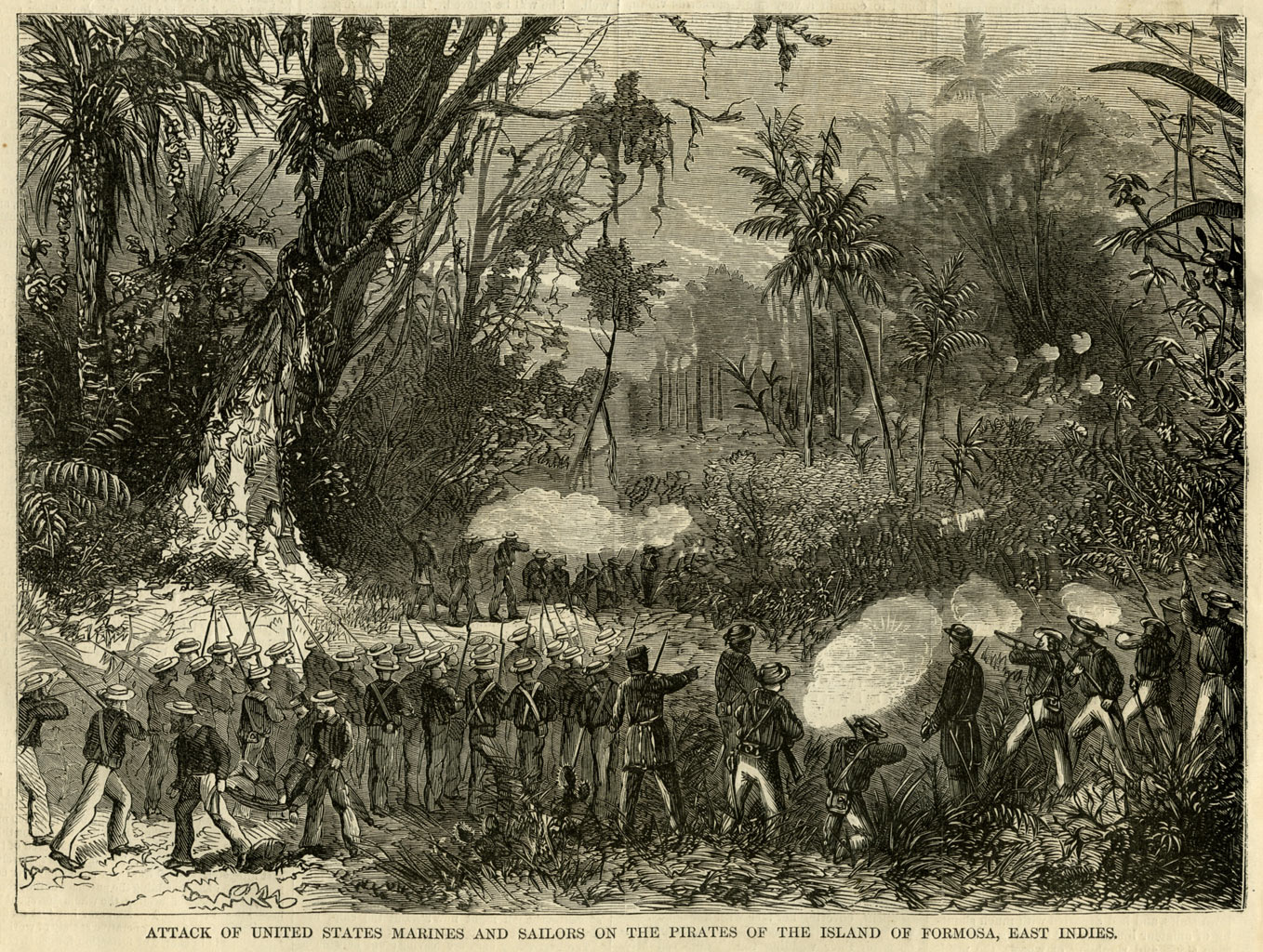
Американська експедиція на Тайвань у 1867 році

12 березня 1867 року американське судно зазнало корабельної аварії біля південного берега Тайваню. Корабель затонув, але капітан, його дружина та кілька людей врятувалися на двох човнах. Один човен причалив до невеликої бухти біля гір Бі, населеної племенем коалутс (Гуайзацзяо) народу Пайван. Аборигени коалути захопили їх і прийняли дружину капітана за чоловіка. Вони вбили її. Капітан, двоє чоловіків і китайські моряки, за винятком одного, якому вдалося втекти в Такау, також були вбиті. Британський пароплав Корморант намагався допомогти та приплив до місця аварії 26 березня. Аборигени стріляли з мушкетів і пускали в них стріли, змусивши відступити. Команда корабля «Адмірал Белл» американського азіатського флоту також висадилася в горах Бі, де заблукали, зазнали теплового удару, а потім потрапили в засідку аборигенів, втративши офіцера.  
Ле Жандр, консул США, звинуватив Династію Цін у трагедії та вимагав, щоб вони надіслали війська для переговорів з аборигенами. Він також сподівався, що цінці на постійній основі розмістять війська, щоб запобігти подальшим вбивствам. 10 вересня комендант гарнізону Лю Мінчен повів 500 цінських військ на південь Тайваню разом з Ле Жандром. Вождь аборигенів Танкеток пояснив, що дуже давно прийшли білі люди і майже винищили плем'я коалутів, а їхні родичі просили помститися. Вони прийшли до усної домовленості, що гірські аборигени більше не вбиватимуть незнайомців, подбають про них і передадуть китайцям у Лангцяо. 
Ле Жандр знову відвідав плем'я в лютому 1869 року і підписав з ними угоду англійською мовою. Пізніше було виявлено, що Танкеток не мав абсолютного контролю над племенами, і деякі з них не звертали на нього уваги. Ле Жандр критикував Китай за те, що він не виконує свої зобов'язання як цивілізована держава. Оскільки Китай не зміг перешкодити аборигенам вбивати підданих або громадян цивілізованих країн, «ми бачимо, що влада імператора Китаю на аборигенну Формозу, як ми вже сказали, не є абсолютною, доки вона залишається нецивілізованою…».  Пізніше Ле Жандр переїхав до Японії та працював з японським урядом китайської політики, включаючи розробку концепції «східноазійського півмісяця». Відповідно до концепції «східноазійського півмісяця», Японія повинна контролювати Корею, Тайвань і Рюкю, щоб закріпити свої позиції в Східній Азії. 

#### Муданський інцидент

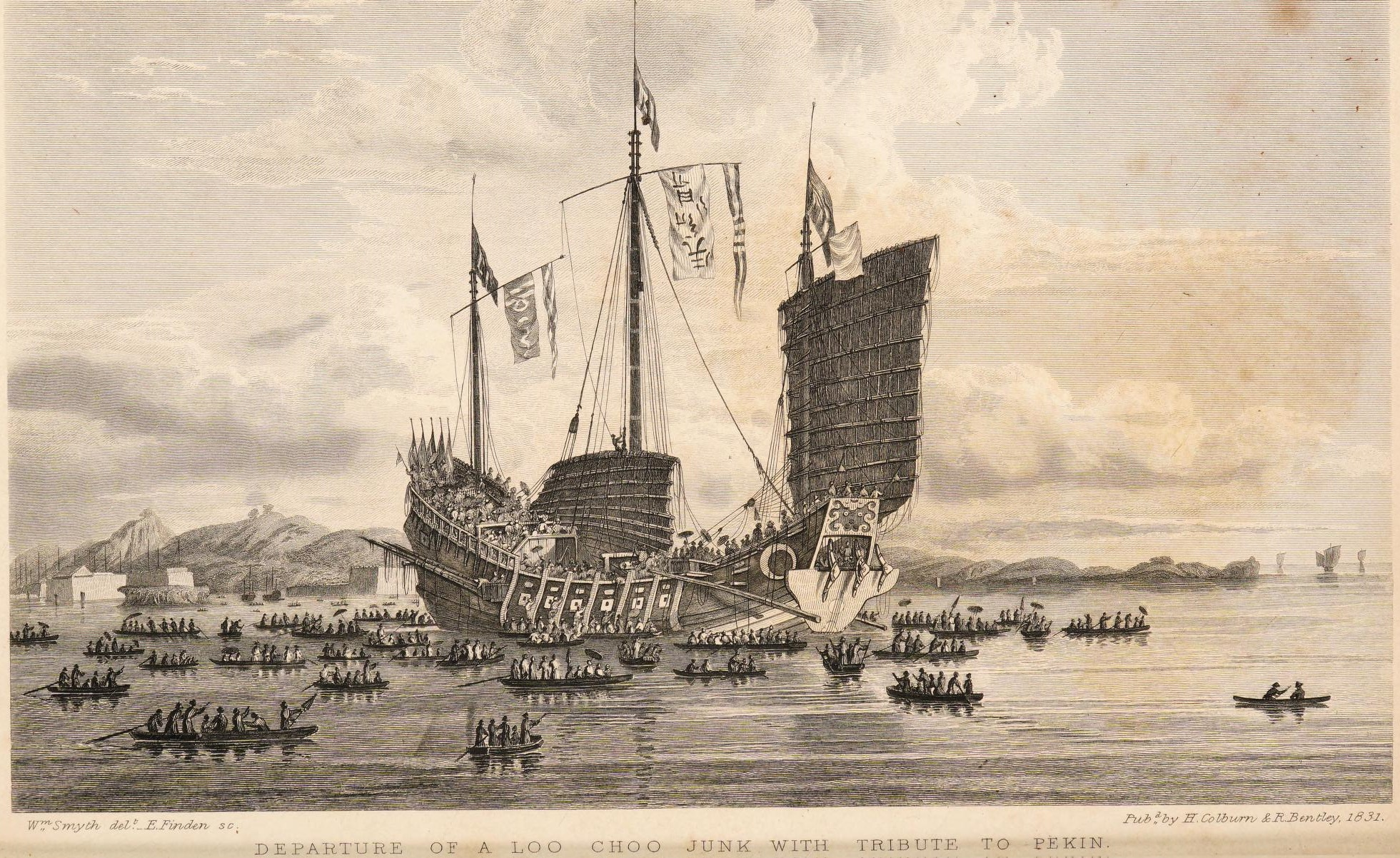
Відхід корабля Рюкюань з даниною до Пекіна, 1831 рік

У грудні 1871 року судно Рюкюань зазнало корабельної аварії на південно-східному краю Тайваню, і 54 моряки були вбиті аборигенами. Чотири інші кораблі поверталися до островів Рюкю, коли 12 грудня збилися з курсу. Два кораблі відкинуло до Тайваню. Один із них приплив до західному узбережжя острова та повернувся додому завдяки чиновникам Династії Цін. Інший приплив до східного узбережжя південного Тайваню біля затоки Баяо. Пасажирів було 69, з них 66 змогли дістатися до берега. Вони зустріли двох китайців, які сказали їм не подорожувати вглиб країни, де живе небезпечний народ Пайван . 
За словами тих, хто вижив, китайці їх пограбували, і вони вирішили розійтися. 18 грудня вони попрямували на захід і зустріли аборигенів, імовірно пайванців. Вони пішли за пайванцями до невеликого поселення Кускус, де їм дали їжу та воду. За словами місцевого жителя Кускуса Валжелука Мавалу, вода була символом захисту та дружби. Свідки стверджують, що вночі їх пограбували господарі Кускусу. Вранці їм наказали залишатися на місці, а мисливці пішли шукати дичину, щоб влаштувати бенкет. Стривожені озброєними людьми та чутками про полювання за головами, вони втекли, поки мисливська група не повернулася. Вони знайшли притулок у будинку 73-річного торговця Хакка Ден Тяньбао. Пайванські аборигени зроштою їх відшукали та вбили. Дев'ять з них сховалися в будинку Денга. Вони перейшли в інше поселення Хакка Поліак (Баолі), де знайшли притулок у зятя Дена, Ян Ювана. Ян викупив трьох чоловіків і дав притулок тим, хто вижив, протягом 40 днів, перш ніж відправити їх до префектури Тайвань (сучасний Тайнань). Рюкуанці повернулися додому в липні 1872 року 
Невідомо, що змусило пайванців вбити Рюкюанців. Дехто каже, що вони не розуміли пайванського етикету, або що їхні викрадачі не могли отримати відкуп у них і тому вбили їх. За словами Ліанеса Пунананга, місцевого жителя Мудана, 66 чоловіків, які не розуміли місцевих мов, увійшли в Кускус і почали приймати їжу та напої, не зважаючи на етикет. Корабельна аварія та вбивство моряків стали відомі як інцидент Мудан, хоча він стався не в Мудані (Дж. Ботан), а в Кускусі (Гаошіфо). 
Інцидент у Мудані не відразу викликав занепокоєння в Японії. Кілька чиновників знали про це до середини 1872 року, але лише у квітні 1874 року це стало міжнародним занепокоєнням. Процедура репатріації в 1872 році була звичайною справою протягом кількох століть. З XVII-го по XIX-е століття Династія Цін врегульовала 401 корабельну аварію. Королівство Рюкю не зверталося до японських чиновників по допомогу щодо аварії корабля. Натомість його король, Шо Тай, надіслав винагороду китайським чиновникам у Фучжоу за повернення 12 тих, хто вижив. 

##### Японська експедиція

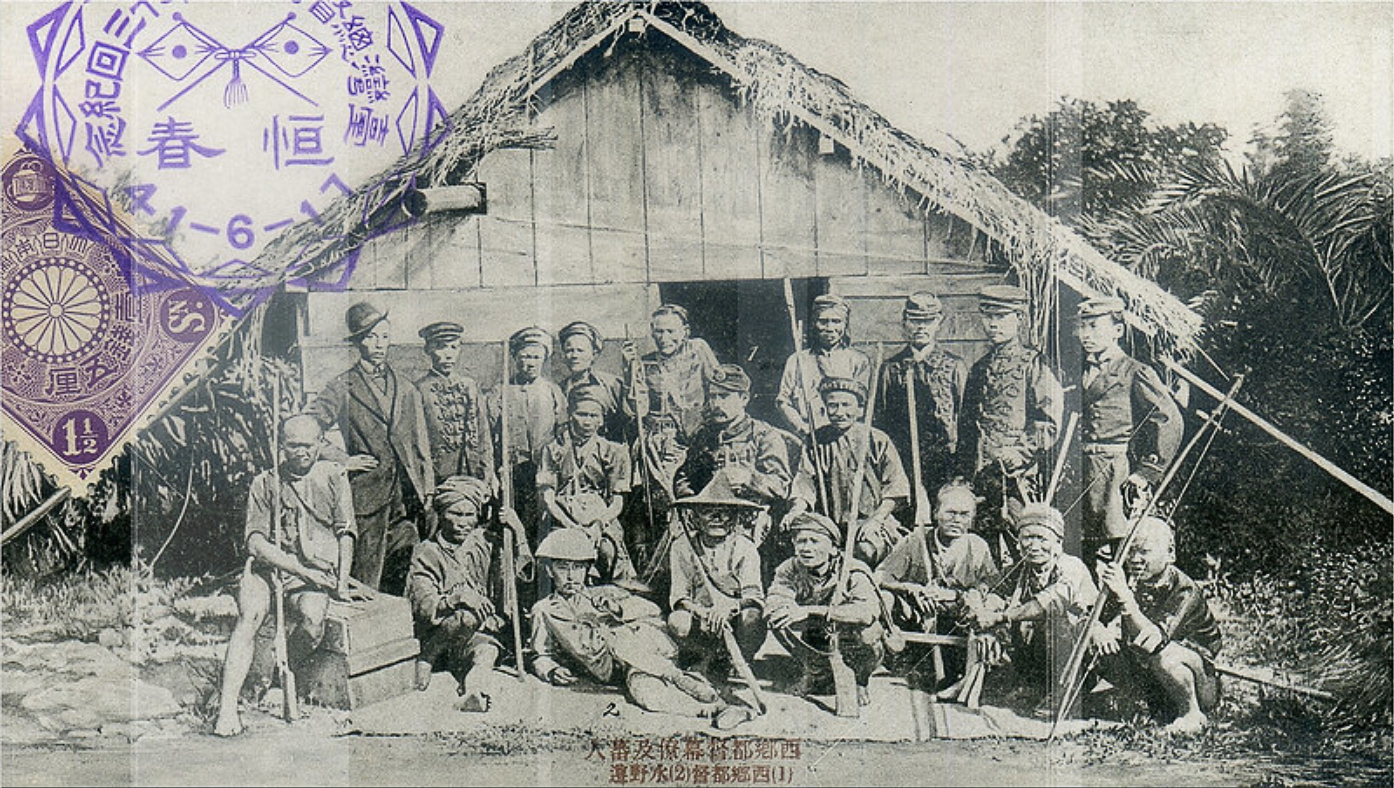
Сайго з лідерами племені Секалу на Тайвані

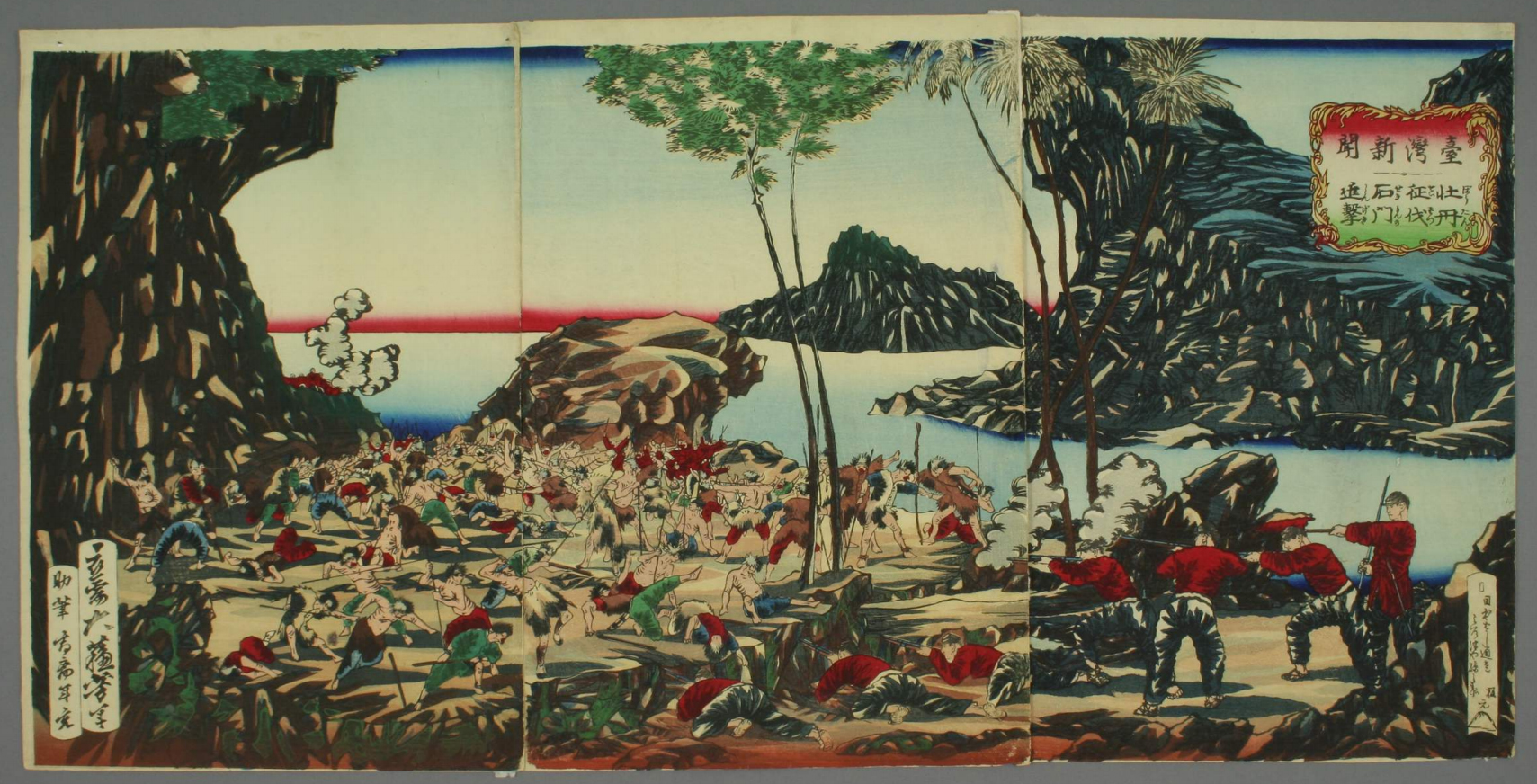
Японський ксилограф із зображенням сил експедиції, які атакують плем'я мудан, 1874 рік

30 серпня 1872 року Сукенорі Кабаяма, генерал японської імператорської армії, закликав японський уряд вторгнутися в райони Тайваню, заселені аборигенами. У вересні Японія усунула з престолу короля Рюкю. 9 жовтня Кабаяма отримав наказ провести розвідку на Тайвані. У 1873 році Танемомі Соедзіма був посланий повідомити цінському уряду, що якщо він не поширить своє правління на весь Тайвань, не покарає вбивць, не виплатить компенсацію сім'ям жертв, Японія самостійно виконає ці завдання. Міністр закордонних справ Сакіміцу Янагіхара вважав, що винуватцями інциденту в Мудані були «всі тайваньські дикуни поза межами китайської освіти та закону».  Японія виправдовувала відправку експедиції на Тайвань тлумаченням слова «化外之民», яке означає, що Тайвань не частина Китаю. Китайський дипломат Лі Хунчжан відкинув твердження про те, що вбивство моряків з Рюкю мало відношення до Японії.  Однак, після спілкування між представниками Династії Цін і Янагіхарою японці переконалися, що цінці незаперечували щодо зміну влади на Рюкю, відмовлявся від встановлення своєї влади над аборигенами Тайваню і погодилися на японську експидицію на острів.  В очах Японії та іноземного радника Ле Жандра аборигени були «дикунами», які не мали суверенного чи міжнародного статусу, і тому їхня територія була «terra nullius», вільною для захоплення Японією.  Уряд Цін стверджував, що, як і в багатьох інших країнах, адміністрація уряду не поширюється на кожну частину країни, подібно до територій індіанців у Сполучених Штатах або територій аборигенів в Австралії та Новій Зеландії. 
У квітні 1873 року Японія вже відправляла студента Курооку Юноджо для проведення досліджень на Тайвані. Кабаяма дістався Тамсуї 23 серпня під виглядом торговця та оглянув східний Тайвань.  9 березня 1874 року Тайванська експедиція готувалася до своєї місії. Суддя округу Тайваню дізнався про наближення японського вторгнення з гонконгської газети, яка цитувала японську новину, і повідомив про це владі Фуцзяні.  Цінські чиновники були здивовані, адже, як їм здавалося, у них були теплі відносини з Японією в той час. 17 травня Сайґо Цугуміті очолив основні сили чисельністю в 3600 чоловік на чотирьох військових кораблях, які випливли з Нагасакідо Тайнаня.  6 червня японський імператор видав грамоту, в якій засуджував тайванських «дикунів» за вбивство «підданих», убитих на південному сході Тайваню. 
3 травня 1874 року Кусей Фукусіма доставив записку губернатору Фуцзянь-Чжецзян Лі Хеняню, в якій повідомлялося, що вони прямують на дику територію, щоб покарати винних. 7 травня китайського перекладача Чжана Ханьшена відправили на берег, щоб встановити мирні стосунки з іншими племенами, крім мудан і куску. Після цього американські офіцери та Фукусіма висадилися в Чечен і Сіньцзе. Вони спробували використати затоку Басянь у Цінганпу як казарму, але сильний дощ затопив це місце через кілька днів, тому 11 травня японці перемістилися до південного краю затоки Лангцяо. Вони дізналися, що Танкеток помер і запросили плем'я Шемалі на переговори. Японські розвідники, які були наострові попали під напади аборигенів. 21 травня 12 розвідників потрапили у засідку, двоє з них були поранені. Японці надіслали підкріплення і обшукали села. Наступного дня Самата Сакума зіткнувся з бійцями народу Мудан чисельністю близько 70 чоловік, які зайняли головну висоту. Група з двадцяти чоловік піднялася на скелі і вступила в перестрілку з представниками народу Мудан, змусивши їх тікати. Мудани втратили 16 чоловіків, включаючи вождя племені Агулу. Японці втратили сімох і 30 отримали поранення. 
Японська армія розділилася на три частини і попрямувала в різних напрямках, південному, північному та центральному. В півдні японці потрапили в засідку племені Кускус і втратили трьох солдатів. Згодом японці контратакували народ Кускус і спалили їхні села. В центрі японці напали на народ Муданом. Японці теж спалили їхні села. На півночі вони напали на село Нунай. 3 червня вони спалили всі окуповані села. 1 липня новий лідер племені Мудан і вождь народу Кускус капітулювали і пообіцяли не завдавати шкоди потерпілим від корабельних аварій.  В селах аборигенів, які здалися, японці встановили свої прапори. Місцеві жителі вважали їх символом миру з Японією та захистом від ворогуючих племен. Для японців це був символ юрисдикції над аборигенами. Китайські війська прибули 17 червня, і в доповіді комісара адміністрації Фуцзяня повідомлялося, що всі 56 представників племен, за винятком народу Мудан, Чжунше та Лінай, які не були присутні через втечу від японців, скаржилися на знущання японців. 
Представник Китаю Пан Вей чотири рази зустрічався з Сайго між 22 і 26 червня, але вони так і не змогли домовитися. Японці розмістили на захоплених територіях великі табори, не маючи наміру відступати. В серпні та вересні 600 японських солдатів захворіли, з яких 561 загинув. Тошімічі Окубо прибув до Пекіна 10 вересня, і протягом місяця пройшло сім зустрічей і переговорів. Західні держави тиснули на Китай, щоб він не спричиняв кровопролиття з Японією, оскільки це негативно вплине на прибережну торгівлю. Пекінську угоду було підписано 30 жовтня. Китай визнав владу Японія над Рюкю і виплатив контрибуцію в розмірі 500 000 таелів. Натомість японські війська вийшли з Тайваню 3 грудня. 

#### Китайсько-французька війна

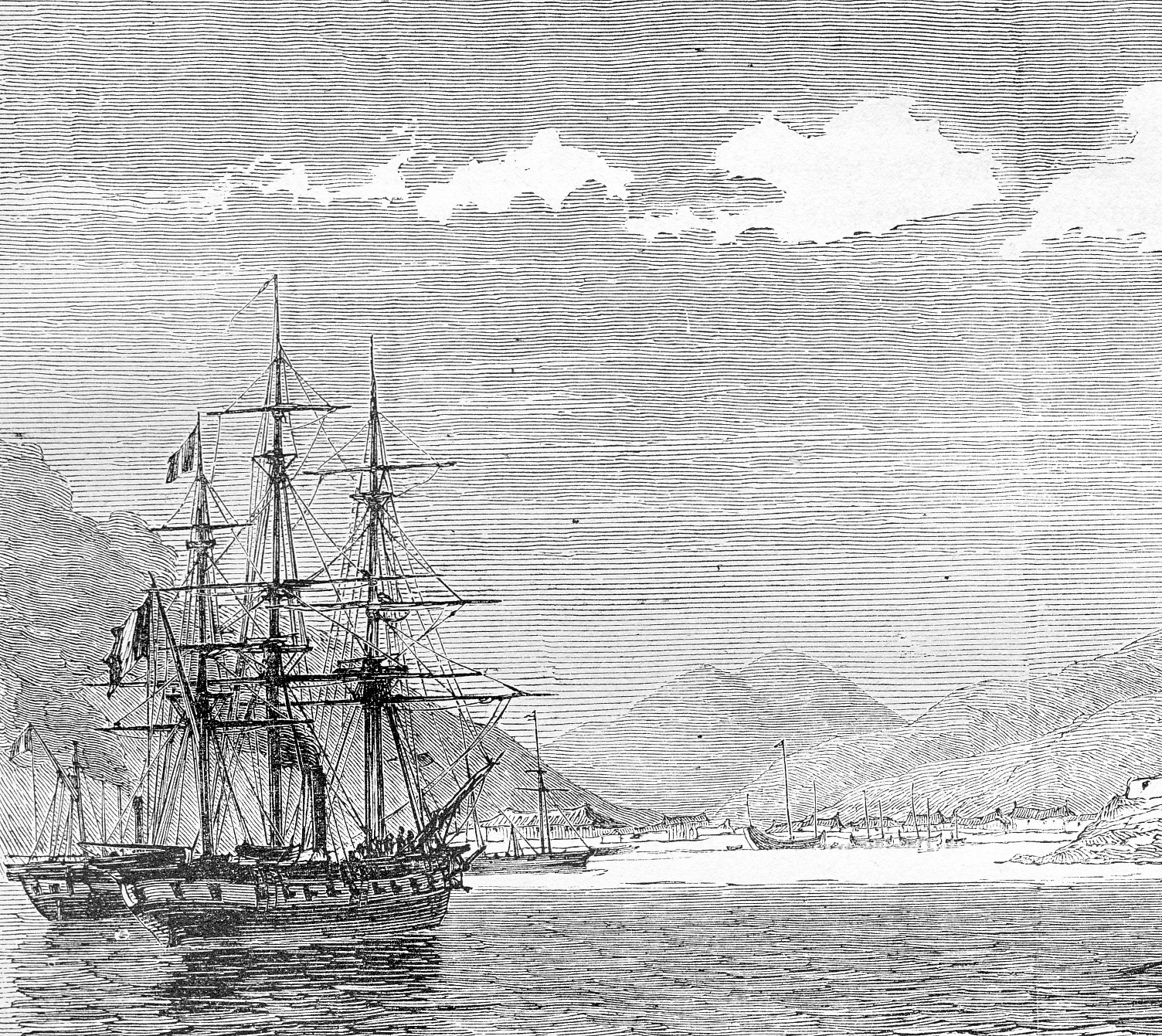
Евакуація Кілунга французькими військами, зображення створено у 1887 році

Під час французько-китайської війни французи вторглися на Тайвань у 1884 році. Китайці вже знали про плани Франції напасти на Тайвань і 16 липня послали Лю Мінчуаня, губернатора Фуцзяня, організувати оборону Тайваню. 5 серпня 1884 року Себастьєн Леспес розпочав бомбардувати гавань Кілунга та знищив їхні гармати. Наступного дня французи спробували взяти Кілунг, але не зуміли перемогти більш чисельну китайську армію на чолі з Лю Мінчуанем і були змушені відступити на свої кораблі. 1 жовтня Амедей Курбе висадився з 2250 французами та розгромив менш чисельні китайські сили. Озброєнні гарматами Круппа французи таки захопивли Кілунг. Зусилля французів захопити Тамсуї провалилися. Порт Тамсуї утримувався китайцями і французи не змогли організувати належну висадку своїх загонів. Згодом французи обстріляли Тамсуї, знищивши не тільки форти, але й інші будівлі. Близько 800 французьких армійців висадилися на пляжі Шалін біля Тамсуї, але їх зупинили китайські загони. 
З 23 жовтня 1884 року по квітень 1885 року французи організували блокаду Тайваню, хоча це не пренесло потрібного ефекту. Іноземним суднам заборонили причалювати до заблокованих гаваней. Деякі вважали, що блокада була спрямована більше проти англійців. Втім французи не мали достатньої кількості кораблів, щоб ввести повну блокаду Тайваню, і вони зосередилися лише на великих портах, залишивши можливість невеликим китайським суднам вхід в менші порти з військами та припасами. Першу китайську спробу зняти блоку було відбито французами. 21 грудня 1884 року п'ять батальйонів у південному Китаї отримали наказ посилити оборону Тайваня.  Французькі кораблі навколо узбережжя материкового Китаю атакували всі китайські судна і захоплювали їх пасажирів, відправляючи їх до Кілунга для будівництва оборонних споруд. Проте блокада не змогла перекрити повністю приплиття китайських джонок на Тайвань. На кожен джонок, захоплений французами, ще п'ять джонків прибували з припасами до Такау та Аньпіна. Безпосереднім наслідком блокади стало різке скорочення легальної торгівлі та доходів. 
Наприкінці січня 1885 р. китайські війська зазнали серйозної поразки в околицях Келунга. Незважаючи на те, що французи захопили Кілунг, вони не змогли вийти за його межі. У березні французи знову спробували взяти Тамсуй і зазнали невдачі. У морі французи бомбардували Пенху 28 березня.  Пенху здався 31 березня, але багато французів незабаром захворіли, а 1100 солдатів, а пізніше ще 600 були виснажені. Французький полководець помер від хвороби в Пенху. 
15 квітня 1885 року було досягнуто угоди і оголошено про припинення військових дій. Французька евакуація з Кілунга була завершена 21 червня 1885 року, і Пенху теж залишився під контролем Китаю. 

### Кінець правління Династії Цін

Китайська карта Тайваню, 1878 рік

Напередодні Першої японо-китайської війни близько 45 відсотків острова перебували під прямим управлінням Династії Цін, тоді як решта була населена аборигенами .  Серед населення приблизно а 2,5 мільйона близько 2,3 мільйона були китайцями, а решта двісті тисяч були представниками різних корінних племен.
У рамках мирних переговорів 17 квітня 1895 року у японо-китайській війні імперія Цін поступилася островами Тайвань і Пенху Японії згідно з умовами Сімоносекіського договору. Втрата Тайваню стала метою об'єднання китайського націоналістичного руху в наступні роки.  У 1895 році процінські чиновники та представники місцевої знаті проголосили незалежну Республіку Формоза, але не змогли отримати міжнародне визнання. Японці наступні двадцять років боролися із повстаннями на Тайвані, водночас заохочуючи японських колоністів оселятися там. Однак через відсутність інфраструктури та острах перед хворобами (проказа та малярія), мало хто переїжджав на Тайвань у перші роки. 

### Опір японській окупації
Поки уряд обговорював приєднання острова до імперії, колоніальна влада наштовхнулася на жорстокий спротив на більшій частині Тайваню. Після вторгнення на Тайвань у 1895 році і тривалої п'ятимісячної війни, боротьба з партизанами продовжувалася до 1902 року. Протягом перших двох років колоніальна влада покладалася в основному на військову силу. Панічні настрої панували на Тайвані після того, як у березні 1895 року Японія захопила Пенху. 20 травня чиновникам Династії Цін було наказано залишити Тайвань, що призвело до певного безладдя на орстрові в політичній сфері.
29 травня японські війська висадилися на узбережжі Кілунга, а гавань Тамсуї бомбардували. Залишки Династії Цін і нерегулярні сили Гуандуну недовго билися проти японської армії на півночі. Після падіння Тайбея 7 червня місцеве ополчення та партизанські загони продовжили опір. На півдні невеликі сили «Чорного прапора» на чолі з Лю Юнфу перешкодили висадці японців. Губернатор Тан Цзінсон намагався організувати антияпонський опору, сприявши утворенню Республіка Формоза, однак він все ще був прихильником Династії Цін. Проголошення республіки, за словами Тана, мало перешкодити японцям, а також підштовхнути західні держави, такі як Велика Британія чи Франція, до захисту Тайваня. План не виправдав сподівань, а ситуація ускладнилася на Тайвані, коли Армія зеленого стандарту та солдати Юе з Гуансі взялися грабувати острів. На фоні цих подій знать Тайваня вирішила підтримати японцівта відправила Ку Сянь Чжуна до Кілунга, щоб запросити японські війська продовжити наступ до Тайбею та відновити у ньому порядок. Республіка, заснована 25 травня, припинила своє існування, коли її лідери виїхали на материк. Лю Юнфу сформував тимчасовий уряд у Тайнані, але втік на материк, коли японська армія наблизилася до нього. З 1895 по 1897 роки приблизно 6400 осіб, переважно знаті, покинули Тайвань.
Після капітуляції Тайнаня Кабаяма оголосив про встановлення миру на Тайвані, однак це оголошення було передчасним. На півдні спалахнув збройний опір селян Хакка. Низка тривалих партизанських атак, очолюваних «місцевими бандитами» чи «повстанцями», тривала наступні сім років. Після 1897 року повстання китайських націоналістів стали звичним явищем. Член організації Тунменхой, що передувала Гоміньдану, був заарештований і страчений разом із двома сотнями своїх товаришів у 1913 році. Японські репресії часто були більш жорстокішими, аніж завдана шкода від партизанів. У червні 1896 року 6000 тайванців були вбиті під час бійні в Юньліні. З 1898 по 1902 роки було вбито близько 12 000 «бандитів-повстанців» на додаток до 6 000–14 000 убитих на початку руху опору 1895 року. Під час повстань 5300 японців були вбиті, 27 000 були госпіталізовані.
Повстання часто були спричинені несправедливою колоніальною політикою щодо місцевих еліт і існуючих тисячолітніх вірувань місцевих тайванців і аборигенів рівнин. Ідеологія опору спиралися на демократію Тайсьо, китайський націоналізм і прагнення до самовизначення Тайваню. Основний збройний опір був в основному придушений до 1902 року, але незначні спалахи повстань відбувалися в 1907 році. Наприклад, повстання Бейпу народів Хакка та Сайсіят у 1907 році, Луо Фусін у 1913 році та інцидент у Тапані 1915 року. Повстання Бейпу відбулося 14 листопада 1907 року, коли група повстанців Хакка вбила 57 японських офіцерів та членів їхніх родин. Як помстою японці вбили 100 мужчин і хлопчиків хакка в селі Нейдапін. Ло Фусін який з тайванської народності хакка і проживав за кордоном, був пов'язаним з Тунменхуеєм. Він планував організувати повстання проти японців за участю 500 бійців, у результаті чого японська поліція стратила понад 1000 тайванців. Ло був убитий 3 березня 1914 року. У 1915 році Ю Цинфан організував релігійну групу, яка відкрито кинула виклик японській владі. Під час інциденту в Тапані, було схоплено 1413 членів релігійної групи і 200 послідовників були страчені.

## Список губернаторів

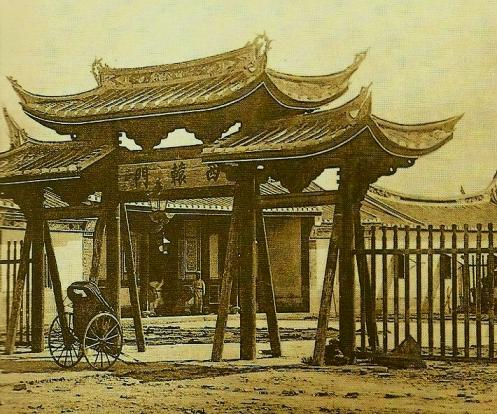
Зал адміністрації провінції Тайвань

| Немає. | Портрет | Ім'я (Birth–Death)                                                                                           | Походження      | Попередній пост                                   | Термін повноважень (Chinese calendar) | Термін повноважень (Chinese calendar) | Імператор династії Цин |
| ------ | ------- | --- | --------------- | ------------------------------------------------- | ------------------------------------- | ------------------------------------- | ---------------------- |
| 1      | </img>  | Лю Мінчуань劉銘傳 Liú Míngchuán (Mandarin) Lâu Bêng-thoân (Taiwanese) Liù Mèn-chhòn (Hakka) (1836–1896)      | Хефей, Аньхой   | Губернатор Фуцзянь                                | 12 жовтня 1885 р Guangxu 11-9-5       | 4 червня 1891 р Guangxu 17-4-28       | Імператор Гуансюй      |
| 2      |         | Шень Інкуй 沈應奎 Shěn Yìngkuí (Mandarin) Sím Èng-khe (Taiwanese) Sṳ́m En-khùi (Hakka)                        | Пінху, Чжецзян  | Міністр цивільних справ провінції Фуцзянь-Тайвань | 4 червня 1891 р Guangxu 17-4-28       | 25 листопада 1891 р Guangxu 17-10-24  | Імператор Гуансюй      |
| 3      |         | Шао Юлянь 邵友濂 Shào Yǒulián (Mandarin) Siō Iú-liâm (Taiwanese) Seu Yû-liàm (Hakka) (1840–1901)             | Юяо, Чжецзян    | Губернатор Хунані                                 | 9 травня 1891 р Guangxu 17-4-2        | 13 жовтня 1894 р Guangxu 20-9-15      | Імператор Гуансюй      |
| 4      | </img>  | Тан Цзінсон 唐景崧 Táng Jǐngsōng (Mandarin) Tn̂g Kéng-siông (Taiwanese) Thòng Kín-chhiùng (Hakka) (1841–1903) | Гуаньян, Гуансі | Міністр цивільних справ провінції Фуцзянь-Тайвань | 13 жовтня 1894 р Guangxu 20-9-15      | 20 травня 1895 р Guangxu 21-4-26      | Імператор Гуансюй      |

### Цитування
1. ↑  Taiwan in Time: The admiral's secret plan – Taipei Times. 23 вересня 2018. Архів оригіналу за 9 серпня 2022. Процитовано 9 серпня 2022.
2. ↑  [Taiwan Historical Maps, Expanded and Revised Edition]. Taipei: National Museum of Taiwan History. February 2018. с. 86—87. ISBN 978-986-05-5274-4. {{cite book}}: |trans-title= вимагає |title= або |script-title= (довідка)
3. ↑  清代臺灣行政區劃沿革. Архів оригіналу за 7 жовтня 2018. Процитовано 27 вересня 2022.
4. ↑  Wong, 2017, с. 179–180.
5. ↑  Wong, 2017, с. 183–184.
6. ↑  Wong, 2017, с. 184.
7. 1 2  Wong, 2017, с. 187.
8. 1 2  Teng, (2004).
9. ↑  Wong, 2017, с. 187–188.
10. ↑  Wong, 2017, с. 189–190.
11. ↑  Twitchett, 2002, с. 146.
12. ↑  Thompson, 1964, с. 178–179.
13. ↑  Thompson, 1964, с. 180.
14. ↑  Thompson, 1964, с. 183.
15. ↑  Thompson, 1964, с. 180–181.
16. ↑  Thompson, 1964, с. 181.
17. ↑  Thompson, 1964, с. 181–182.
18. 1 2  Thompson, 1964, с. 182.
19. ↑  Thompson, 1964, с. 182–183.
20. ↑  清代臺灣行政區劃沿革. Архів оригіналу за 10 серпня 2022. Процитовано 27 вересня 2022.
21. ↑  Wong, 2017, с. 193.
22. 1 2 3 4  Wong, 2017, с. 194.
23. ↑  Stafford, Charles; Shepherd, John Robert (September 1994). Statecraft and Political Economy on the Taiwan Frontier 1600–1800. Man. 29 (3): 750. doi:10.2307/2804394. ISSN 0025-1496. JSTOR 2804394.
24. ↑  Davidson, (1903).
25. 1 2  Ye, 2019, с. 51.
26. ↑  Tai, Pao-tsun (2007). The Concise History of Taiwan (вид. Chinese-English bilingual). Nantou City: Taiwan Historica. с. 52. ISBN 9789860109504.
27. ↑  Archived copy (PDF). Архів (PDF) оригіналу за 5 березня 2023. Процитовано 9 квітня 2023.{{cite web}}:  Обслуговування CS1: Сторінки з текстом «archived copy» як значення параметру title (посилання)
28. ↑  Ye, 2019, с. 54.
29. 1 2  Shepherd, 1993, с. 150–154.
30. 1 2  Ye, 2019, с. 50–55.
31. ↑  Ye, 2019, с. 52, 55, 71.
32. ↑  Ye, 2019, с. 46–47.
33. ↑  Ye, 2019, с. 47–49.
34. ↑  Ye, 2019, с. 49.
35. ↑  Ye, 2019, с. 49–50.
36. ↑  Andrade, 2008f.
37. ↑  Andrade, 2008h.
38. ↑  Ye, 2019, с. 21.
39. ↑  Ye, 2019, с. 27.
40. 1 2 3 4 5 6 7 8 9 10 11 12  Rubinstein, 1999, с. 10.
41. ↑  Ye, 2019, с. 29.
42. 1 2 3 4  Rubinstein, 1999, с. 136.
43. ↑  Ye, 2019, с. 34.
44. ↑  Ye, 2019, с. 57.
45. 1 2  Rubinstein, 1999, с. 177.
46. ↑  Rubinstein, 1999, с. 331.
47. ↑  Ye, 2019, с. 13.
48. ↑  Li, 2019, с. 5.
49. ↑  Ye, 2019, с. 55–56.
50. ↑  Ye, 2019, с. 56.
51. ↑  Ye, 2019, с. 56–57.
52. ↑  Ye, 2019, с. 58.
53. ↑  Ye, 2019, с. 59–60.
54. ↑  Ye, 2019, с. 60–61.
55. ↑  Rubinstein, 1999, с. 126.
56. ↑  A jia is equal to 0.97 hectares
57. ↑  Ye, 2019, с. 61–62.
58. ↑  
Chiu, Hungdah (1979). China and the Taiwan Issue. London: Praeger Publishers. ISBN 0-03-048911-3.
59. ↑  Paine, S.C.M (2002). The Sino-Japanese War of 1894–1895: Perceptions, Power, and Primacy. London: Cambridge University Press. ISBN 0-521-81714-5.
60. ↑  Ravina, Mark (2003). The Last Samurai: The Life and Battles of Saigo Takamori. Wiley. ISBN 0-471-08970-2.
61. ↑  Smits, Gregory (1999). «Visions of Ryūkyū: Identity and Ideology in Early-Modern Thought and Politics.» Honolulu: University of Hawai'i Press.
62. 1 2  Ye, 2019, с. 62.
63. ↑  Ye, 2019, с. 63–64.
64. ↑  Ye, 2019, с. 64–65.
65. ↑  Rubinstein, 1999, с. 187–190.
66. ↑  清代臺灣行政區劃沿革. Архів оригіналу за 7 жовтня 2018. Процитовано 27 вересня 2022.
67. 1 2  Rubinstein, 1999, с. 191.
68. 1 2  Ye, 2019, с. 65.
69. ↑  Cheung, Han (2 травня 2021). Taiwan in Time: The fall of the northern Atayal. www.taipeitimes.com. Taipei Times. Архів оригіналу за 6 травня 2021. Процитовано 10 травня 2021.
70. ↑  Ye, 2019, с. 1, 10, 174.
71. ↑  Ye, 2019, с. 1.
72. ↑  Ye, 2019, с. 174—175, 166.
73. ↑  Ye, 2019, с. 63.
74. 1 2  Twitchett, 2002, с. 228.
75. ↑  Ye, 2019, с. 91.
76. ↑  Ye, 2019, с. 106.
77. ↑  van der Wees, Gerrit. Has Taiwan Always Been Part of China?. thediplomat.com. The Diplomat. Архів оригіналу за 1 грудня 2020. Процитовано 1 грудня 2020.
78. ↑  Skoggard, Ian A. (1996). The Indigenous Dynamic in Taiwan's Postwar Development: The Religious and Historical Roots of Entrepreneurship. M.E. Sharpe. ISBN 9781563248467. OL 979742M. p. 10
79. ↑  [Civil Strife]. Encyclopedia of Taiwan (台灣大百科). Taiwan Ministry of Culture https://web.archive.org/web/20210310194052/http://nrch.culture.tw/twpedia.aspx?id=3553. Архів оригіналу за 10 березня 2021. Процитовано 28 лютого 2021. {{cite web}}:  Пропущений або порожній |title= (довідка); |trans-title= вимагає |title= або |script-title= (довідка).
80. 1 2 3 4 5  Taiwan in Time: Rebels of heaven and earth – Taipei Times. 17 квітня 2016. Архів оригіналу за 28 вересня 2022. Процитовано 27 вересня 2022.
81. 1 2  Li, 2019, с. 82–83.
82. 1 2 3  Standaert, 2022, с. 225.
83. ↑  Li, 2019, с. 83.
84. 1 2 3 4 5  Cheung, Han. Taiwan in Time: A blood-soaked 16 days in Yilan. www.taipeitimes.com. Taipei Times. Архів оригіналу за 24 липня 2021. Процитовано 24 липня 2021.
85. ↑  Inkster, 2010, с. 35–36.
86. ↑  Inkster, 2010, с. 36.
87. 1 2  Shih-Shan Henry Tsai (2009). Maritime Taiwan: Historical Encounters with the East and the West. Routledge. с. 66—67. ISBN 978-1-317-46517-1. Архів оригіналу за 10 квітня 2023. Процитовано 13 січня 2016.
88. ↑  Leonard H. D. Gordon (2007). Confrontation Over Taiwan: Nineteenth-Century China and the Powers. Lexington Books. с. 32. ISBN 978-0-7391-1869-6. Архів оригіналу за 10 квітня 2023. Процитовано 6 серпня 2018.
89. ↑  Barclay, 2018, с. 56.
90. ↑  Wong, 2022, с. 119.
91. ↑  Wong, 2022, с. 119–120.
92. ↑  Wong, 2022, с. 121–122.
93. ↑  Wong, 2022, с. 123.
94. ↑  Barclay, 2018, с. 50.
95. ↑  Barclay, 2018, с. 51–52.
96. ↑  Barclay, 2018, с. 52.
97. ↑  Barclay, 2018, с. 53–54.
98. ↑  Wong, 2022, с. 124–126.
99. 1 2  Wong, 2022, с. 127–128.
100. ↑  Leung, (1983).
101. ↑  Ye, 2019, с. 185–186.
102. ↑  Ye, 2019, с. 187.
103. ↑  Wong, 2022, с. 129.
104. ↑  Wong, 2022, с. 132.
105. ↑  Wong, 2022, с. 130.
106. ↑  Wong, 2022, с. 134–137.
107. ↑  Wong, 2022, с. 137–138.
108. ↑  | of Civilization and Savages: The Mimetic Imperialism of Japan's 1874 Expedition to Taiwan | the American Historical Review, 107.2 | the History Cooperative. Архів оригіналу за 12 грудня 2010. Процитовано 1 серпня 2010.
109. ↑  Wong, 2022, с. 138.
110. ↑  Wong, 2022, с. 141–143.
111. ↑  Gordon, 2007, с. 142–145.
112. ↑  Gordon, 2007, с. 146–49.
113. ↑  Gordon, 2007, с. 149–151, 154.
114. ↑  Gordon, 2007, с. 149–151.
115. ↑  Gordon, 2007, с. 161–162.
116. ↑  Gordon, 2007, с. 162.
117. 1 2  Morris, (2002).
118. 1 2 3  Zhang, (1998).
119. ↑  Matsuda, 2019, с. 103–104.
120. 1 2 3  Rubinstein, 1999, с. 205–206.
121. 1 2  Rubinstein, 1999, с. 207.
122. ↑  Rubinstein, 1999, с. 208.
123. 1 2  Chang, 2003, с. 56.
124. ↑  Rubinstein, 1999, с. 207–208.
125. 1 2  Katz, (2005).
126. ↑  Huang-wen lai (2015). The turtle woman's voices: Multilingual strategies of resistance and assimilation in Taiwan under Japanese colonial rule (pdf published=2007). с. 113. Архів оригіналу за 23 грудня 2014. Процитовано 11 листопада 2015.
127. ↑  Lesser Dragons: Minority Peoples of China. Reaktion Books. 15 травня 2018. ISBN 9781780239521. Архів оригіналу за 10 квітня 2023. Процитовано 19 березня 2023.
128. ↑  Place and Spirit in Taiwan: Tudi Gong in the Stories, Strategies and Memories of Everyday Life. Routledge. 29 серпня 2003. ISBN 9781135790394. Архів оригіналу за 10 квітня 2023. Процитовано 19 березня 2023.
129. ↑  Tsai, 2009, с. 134.